# Список межпланетных космических аппаратов
Список межпланетных космических аппаратов — список космических аппаратов, которые использовались для исследования планет, комет, астероидов, Солнца и космического пространства в пределах Солнечной системы, с выходом за пределы околоземной орбиты. В списке приведены все межпланетные аппараты (включая пилотируемые), запущенные в период с 1958 года, а также государства и космические агентства, участвовавшие в запусках и исследованиях. Также приведены планируемые миссии, уже утверждённые национальными космическими агентствами. Данные представлены в хронологическом порядке, отдельно выделены удачные, неудачные, текущие и планируемые запуски.
Всего на апрель 2019 года было запущено 244 аппарата. Первой успешно запущенной автоматической межпланетной станцией была «Луна-1», пролетевшая вблизи Луны. Шесть полётов по программе «Аполлон» на данный момент остаются единственными за всю историю человечества, в ходе которых люди высаживались на другом астрономическом объекте. Программа «Аполлон» и высадка на Луну часто упоминаются в ряду величайших достижений в истории человечества.

## Солнце и космическое пространство

### Успешные миссии
- Пионер-5 — 11 марта 1960 года. Исследование солнечных частиц и космического пространства. Миссия завершена 30 апреля 1960 года.
- Пионер-6 — 16 декабря 1965 года. Исследования солнечного ветра и космического пространства. Связь поддерживалась до 2000 года.
- Пионер-7 — 17 августа 1966 года. Исследования солнечного ветра и космического пространства. Связь поддерживалась до 1990-х годов; возможно, аппарат до сих пор работоспособен.
- Пионер-8 — 13 декабря 1967 года. Исследования солнечного ветра и космического пространства. Связь поддерживалась до 1990-х годов; возможно, аппарат до сих пор работоспособен.
- Пионер-9 — 08 ноября 1968 года. Исследования солнечного ветра и космического пространства. Связь поддерживалась до 1983 года.
- / Helios-A — 10 января 1974 года. Приблизился к Солнцу на 0,311 а. е. Миссия завершена 18 февраля 1985 года.
- / Helios-В — 15 января 1976 года. Приблизился к Солнцу на 0,291 а. е. Миссия завершена 23 декабря 1979 года.
- ISEE-3/ICE — 12 августа 1978. Изучение взаимодействия магнитосферы Земли и солнечного ветра в точке либрации L1. Позднее был переименован в ICE, переведён на гелиоцентрическую орбиту и использован для изучения кометы Галлея. После пролёта кометы использовался для исследований Солнца. Миссия завершена в 1997 году.
- / Улисс — 6 октября 1990 года. Первый аппарат для изучения Солнца со стороны полюсов. Также совершил пролёт Юпитера. Миссия завершена в 2008 году.
- Genesis — 8 августа 2001. Доставка на Землю частиц солнечного ветра. Посадка спускаемого аппарата состоялась 8 сентября 2004 года и прошла нештатно (не раскрылся парашют), однако образцы удалось извлечь и изучить.
- STEREO-B — 26 октября 2006. Один из двух аппаратов для получения стереоскопических изображений Солнца. Миссия завершена в 2016 году.

### Неудавшиеся миссии
- Пионер-Е — 27 августа 1969 года. Исследования солнечного ветра и космического пространства. Авария ракеты-носителя.
- CubeSat for Solar Particles — 16 ноября 2022 года. Микроспутник для изучения солнечного ветра. Выведен на гелиоцентрическую орбиту попутно в ходе миссии Артемида-1. Потеряна связь вскоре после запуска.

### Текущие миссии
- WIND — 1 ноября 1994 года. Аппарат для исследования солнечного ветра. Находится в точке Лагранжа L1.
- / SOHO — 2 декабря 1995 года. Находится в точке Лагранжа L1.
- ACE — 25 августа 1997 года. Аппарат для исследования солнечного ветра. А также межпланетной и межзвёздной среды. Находится в точке Лагранжа L1.
- STEREO-A — 26 октября 2006 года. Один из двух аппаратов для получения стереоскопических изображений Солнца.
- DSCOVR — 11 февраля 2015 года. Находится в точке Лагранжа L1.
- Паркер — 12 августа 2018 года. Станция для изучения внешней короны Солнца. 24 декабря 2024 года зонд приблизился к «поверхности» Солнца (фотосфере) на рекордное расстояние 8,8 радиуса Солнца (6,1 миллиона километров, или 0,04 а. е.)[2][3].
- Solar Orbiter — 10 февраля 2020 года. Приближение к Солнцу на 0,284 а. е., изучение полярных областей.
- EQUULEUS — 16 ноября 2022 года. Картирование плазмосферы Земли. Выведен на гелиоцентрическую орбиту попутно в ходе миссии Артемида-1.
- Адитья-L1 — 2 сентября 2023 года. Комплексная солнечная лаборатория, располагается в точке Лагранжа L1.

### Планируемые миссии
- IMAP — 2025 год. Исследование солнечного ветра, будет располагаться в точке Лагранжа L1.
- SWFO-L1 — 2025 год. Мониторинг солнечной активности, будет располагаться в точке Лагранжа L1.
- Solar Polar Orbit Observatory[англ.] — 2029 год. Исследование Солнца со стороны полюсов[4].
- Vigil — 2031 год. Мониторинг солнечной активности, будет располагаться в точке Лагранжа L5.

## Меркурий

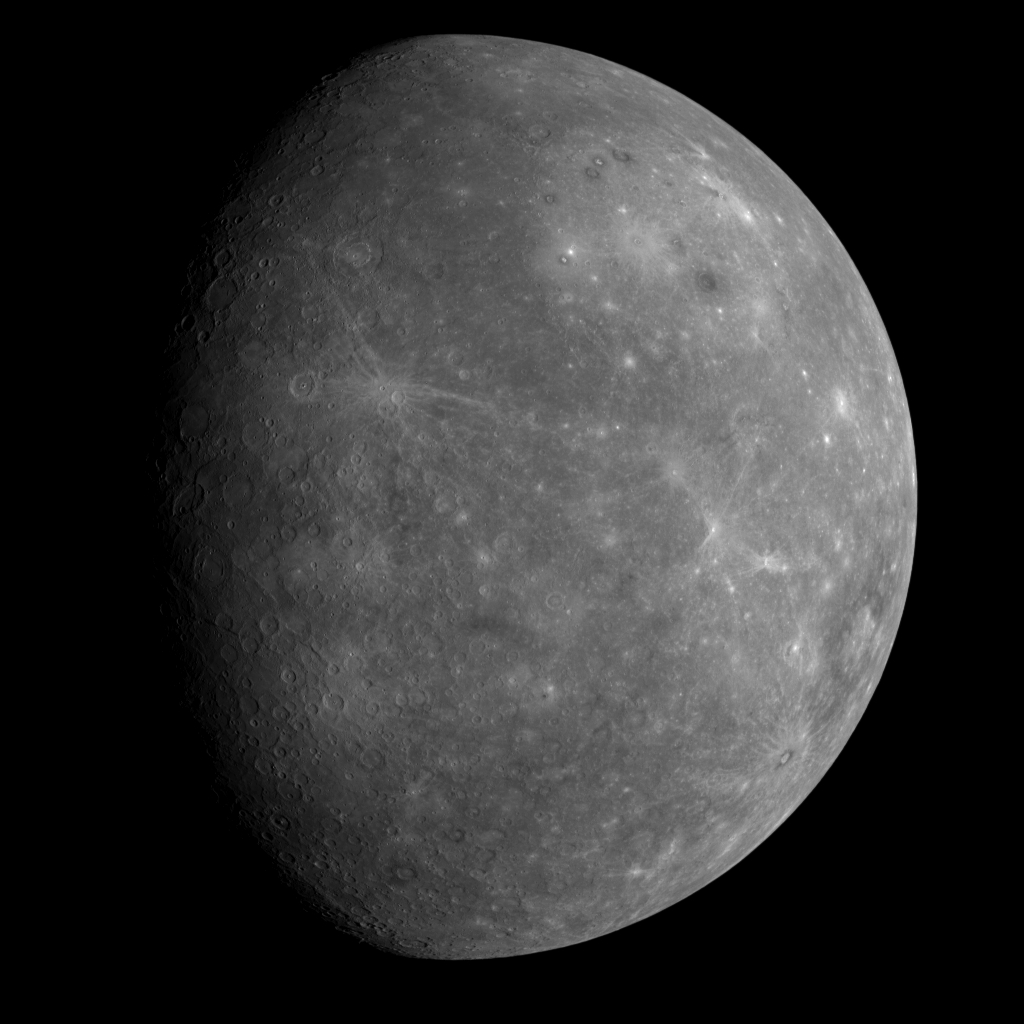
Фото Меркурия, сделанное аппаратом Мессенджер с дистанции 27 тыс. км.

### Успешные миссии
- Маринер-10 — 3 ноября 1973 года. Целью полёта было изучение Венеры и Меркурия с пролётной траектории. Аппарат трижды пролетал мимо Меркурия, была составлена карта 40—45 % поверхности планеты. Было установлено, что температура ночью на Меркурии составляет −183 °C, а максимальная дневная температура +187 °C (по современным данным — от −190 до +500 °C). Поверхность оказалась сильно кратерированной и схожей с лунной, были обнаружены необычные высокие и очень протяжённые обрывы (эскарпы). По данным «Маринера-10», Меркурий почти лишён атмосферы, имеется крайне разреженная газовая оболочка из гелия. Впервые было измерено магнитное поле планеты[5][6].
- Мессенджер — 3 августа 2004 года. В ходе пролёта были получены снимки Меркурия, на которых обнаружились непонятные точки какого-то тёмного вещества, обильно разбросанные по его поверхности. Они намного темнее фона и, судя по всему, представляют собой «выбоины», оставленные метеоритными ударами. Однако не все кратеры даже одинаковой глубины демонстрируют на дне материал одинаковой структуры — это говорит о том, что распределение вещества под поверхностью планеты неоднородно. Анализ солнечных вспышек с нейтронного детектора зонда показал наличие высокоэнергетических нейтронов, которые не могут наблюдаться на орбите Земли из-за их малого времени жизни. Анализ магнитосферы Меркурия во время январского и октябрьского пролётов позволил сделать вывод о сильном взаимодействии между магнитными полями планеты и солнечным ветром[7][8]. Полёт завершился 30 апреля 2015 года, когда станция упала на Меркурий[9].

### Текущие миссии
- / BepiColombo — 20 октября 2018 года. Выход на орбиту Меркурия планируется в ноябре 2026 года, после пролёта Земли, двух пролётов Венеры и 6 пролётов Меркурия[10][11]. На орбиту планеты будут выведены два аппарата: Mercury Planetary Orbiter и Mercury Magnetospheric Orbiter.

## Венера

Венера в естественном цвете.

### Успешные миссии
- Маринер-2 — 27 августа 1962 года. В декабре 1962 года аппарат прошёл на расстоянии 34,7 тыс. км от Венеры. «Маринер-2» передал данные, подтверждающие теорию об экстремально горячей атмосфере планеты, обнаружил отсутствие у Венеры магнитного поля (в пределах чувствительности аппарата), измерил скорость вращения планеты вокруг своей оси. «Маринер-2» стал первым космическим аппаратом, проведшим непосредственные измерения солнечного ветра, а также измерил количество космической пыли, оказавшееся меньше ожидавшегося[12].
- Венера-4 — 12 июня 1967 года. Главным результатом полёта станции стало проведение первых прямых измерений температуры, плотности, давления и химического состава атмосферы Венеры. Газоанализаторы показали преимущественное содержание в атмосфере Венеры углекислого газа (~90 %) и совсем незначительное содержание кислорода и водяного пара. Научные приборы орбитального аппарата станции «Венера-4» показали отсутствие у Венеры радиационных поясов, а магнитное поле планеты оказалось в 3000 раз слабее магнитного поля Земли. Кроме того, с помощью индикатора ультрафиолетового излучения Солнца была обнаружена водородная корона Венеры, содержащая примерно в 1000 раз меньше водорода, чем верхняя атмосфера Земли. До полёта Венеры-4 предполагалось, что давление на поверхности Венеры может достигать 10 атмосфер (на порядок меньше истинного значения — 90 атмосфер), поэтому спускаемый аппарат был рассчитан с двойным запасом прочности — на 20 атмосфер. В результате он был раздавлен на высоте 28 км от поверхности. Несмотря на то, что аппарат не смог достигнуть поверхности в рабочем состоянии, на основе его измерений была полностью пересмотрена модель атмосферы Венеры, и была получена новая оценка давления у поверхности — около 100 атм.[13]
- Маринер-5 — 14 июня 1967 года. Аппарат провёл исследования атмосферы Венеры. Его целями были измерение межпланетных магнитных полей, заряженных частиц, плазмы, радио рефракции и УФ выбросов в атмосферу планеты[14].
- Венера-5 — 5 января 1969 года. Целью запуска автоматической станции «Венера-5» было — доставка спускаемого аппарата в атмосферу планеты Венера и изучение физических параметров и химического состава атмосферы. Во время перелёта были получены новые данные о структуре потоков плазмы («солнечного ветра») вблизи Венеры. Спускаемый аппарат не достиг поверхности, поскольку атмосферное давление оказалось выше, чем заложенные в его конструкцию запасы прочности, разрушение аппарата произошло на высоте 18 км над поверхностью. Анализ состава атмосферы показал, что она состоит на 97 % из углекислого газа, 2 % азота, не более 0,1 % кислорода, и незначительного количества водяного пара. Производились измерения потоков плазмы в окрестностях планеты Венера[15].
- Венера-6 — 10 января 1969 года. Целью запуска автоматической станции «Венера-6» было — доставка спускаемого аппарата в атмосферу планеты Венера и изучение физических параметров и химического состава атмосферы. Всего за время спуска было проведено более 70 измерений давления и более 50 измерений температуры. Спускаемый аппарат перестал передавать информацию на высоте 18 км, после превышения атмосферным давлением проектных значений прочности аппарата. При сравнении показаний измерений, сделанных станциями «Венера-5» и «Венера-6», были обнаружены различия по высоте при одинаковых значениях давления и температуры. Этот результат объясняется различием (примерно 13 км) высоты рельефа поверхности планеты в точках спуска аппаратов, расстояние между которыми составляло несколько сотен километров. Анализ состава атмосферы показал, что она состоит на 97 % из углекислого газа, 2 % азота, не более 0,1 % кислорода, и незначительного количества водяного пара. Фотометр зарегистрировал освещённость ниже порогового значения. Производились измерения потоков плазмы в окрестностях планеты Венера[16].
- Венера-7 — 17 августа 1970 года. Первая мягкая посадка на поверхность планеты. Основная задача полёта, мягкая посадка на поверхность Венеры, была выполнена. Однако не все запланированные измерения были проведены. По результатам измерений, проведённых на спускаемом аппарате станции «Венера-7», были рассчитаны значения давления и температуры на поверхности планеты Венера, они составили 90±15 атмосфер и 475±20 °C[17].
- Венера-8 — 27 марта 1972 года. Мягкая посадка. Были получены следующие параметры окружающей среды на поверхности планеты Венера: температура — 470±8 °C, давление — 90±1,5 атмосферы. Эти значения подтвердили данные, полученные предыдущей станцией — «Венера-7». Освещённость на поверхности при угле Солнца 5,5° составляет 350±150 люкс. По расчётам, освещённость на поверхности Венеры при Солнце в зените составит 1000—3000 люкс. Измерения освещённости показали, что нижний слой облаков находится достаточно высоко над поверхностью, и атмосфера достаточно прозрачна ниже облаков, так что на поверхности Венеры возможна фотосъёмка. Во время спуска на высотах 33 и 46 км, с помощью прибора ИАВ-72, были проведены измерения содержания аммиака в атмосфере Венеры. Объёмное содержание аммиака находится в пределах 0,01—0,1 %. С помощью гамма-спектрометра, регистрировавшего интенсивность и спектральный состав естественного гамма-излучения, были проведены первые определения характера пород планеты Венера по содержанию в них естественных радиоактивных элементов (калия, урана, тория), как на этапе спуска, так и после посадки. По содержанию радиоактивных элементов и по их соотношению венерианский грунт напоминает земные гранитные породы[18].
- Маринер-10 — 4 ноября 1973 года. Пролёт к Меркурию. Аппарат передал около 3 тыс. снимков планеты в видимых и ультрафиолетовых лучах с максимальным разрешением до 90 метров и 18 метров соответственно. Фотографии показали, что атмосфера планеты находится в постоянном движении; была составлена модель атмосферной динамики Венеры. Аппарат также уточнил массу планеты (которая оказалась несколько меньше расчётной) и подтвердил отсутствие у неё магнитного поля[19].
- Венера-9 — 8 июня 1975 года. Мягкая посадка модуля и искусственный спутник Венеры. Первые чёрно-белые фотографии поверхности[20].
- Венера-10 — 14 июня 1975 года. Мягкая посадка модуля и искусственный спутник Венеры. Чёрно-белые фотографии поверхности[21].
- Пионер-Венера-1 — 20 мая 1978 года. Аппарат подтвердил, что Венера не имеет магнитного поля. По полученным данным была построена модель ионосферы планеты, определён её состав и характер взаимодействия с солнечным ветром. Были получены новые данные по динамике облачного покрова планеты. Кроме того, были обнаружены частые грозовые разряды, сконцентрированные в ограниченных областях. Радиолокационное картографирование поверхности показало различные типы рельефа. В целом, была картографирована почти вся поверхность планеты[22].
- Пионер-Венера-2 — 8 августа 1978 года. 16 ноября 1978 года от станции отделился «большой» модуль, 20 ноября — три «маленьких». Все четыре модуля вошли в атмосферу планеты 9 декабря и спускались примерно в течение 50—60 минут. По данным аппаратов был определён состав атмосферы Венеры. Оказалось, что концентрация аргона-36 и аргона-38 в венерианской атмосфере в 50—500 раз превышает концентрацию этих газов в атмосфере Земли (по концентрации инертных газов можно судить об эволюции планеты и вулканической активности). Важными открытиями стали обнаружение ниже облачных слоёв водяных паров и высокая (по сравнению с ожидавшейся) концентрации молекулярного кислорода. Это говорило в пользу большего количества воды в геологическом прошлом планеты. В облачном покрове Венеры, по данным аппаратов, были обнаружены как минимум три хорошо различимых слоя. Верхний слой (высота 65—70 км), содержит капли концентрированной серной кислоты. Средний слой кроме серной кислоты содержит большое число жидких и твёрдых частиц серы. Нижний слой (высота около 50 км) содержит более крупные частицы серы. Было определено, что на уровне ниже 30 км атмосфера относительно прозрачна. Измерения температур на разных высотах подтвердили гипотезу о парниковом эффекте. Верхняя атмосфера Венеры оказалась холоднее, чем предполагали ранее: на высоте 100 км — минус 93 °C, на верхней границе облаков — минус 40-60 °C[23].
- Венера-13 — 30 октября 1981 года. После посадки спускаемый аппарат «Венеры-13» передал панорамное изображение окружающего венерианского пейзажа. С помощью автоматического бура были взяты образцы грунта, помещённые затем для исследования в специальную камеру. В ней поддерживалось давление 0,05 атмосферы и температура 30 °C. Состав образцов грунта исследовался рентгеновским флуоресцентным спектрометром. На «Венере-13» было установлено звукозаписывающее устройство, которое зафиксировало звук грома. Это была первая запись звука на другой планете. Спускаемый аппарат действовал в течение 127 минут (запланированное время действия было 32 минуты) в окружающей среде с температурой 457 °C и давлением 93 земных атмосферы[24].
- Венера-14 — 4 ноября 1981 года. После посадки спускаемый аппарат «Венеры-14» передал панорамное изображение окружающего венерианского пейзажа. С помощью автоматического бура были взяты образцы грунта, помещённые затем для исследования в специальную камеру. Спускаемый аппарат действовал в течение 57 минут (запланированное время действия было 32 минуты) в окружающей среде с температурой 465 °C и давлением 94 земных атмосфер[25].
- Венера-15 и Венера-16 — 2 июня и 7 июня 1983 года. Цель запуска — радиолокационное картографирование поверхности планеты Венера. Обследовать из космоса поверхность планеты Венеры возможно только с помощью радиолокатора, так как Венера постоянно окутана плотными облаками. Приполярная область Венеры, картографированием которой занималась «Венера-15», до её полёта была «белым пятном», поскольку она, в отличие от более южных районов, недоступна и для радиолокации с Земли, а также не была охвачена исследованиями с искусственного спутника Венеры «Пионер-Венера-1». Кроме того, часть поверхности планеты Венера, а именно, от 30 градусов с. ш. до 75 градусов с. ш., отснятая АМС «Пионер-Венера-1» с разрешением 200 км по местности и разрешением 200 м по высоте, была переснята АМС «Венера-15» и АМС «Венера-16» с разрешением 1—2 км по местности и разрешением 30 м по высоте[26][27].
- Вега-2 — 21 декабря 1984 года. Спускаемый аппарат включал посадочный модуль и аэростатный зонд, вошёл в атмосферу Венеры 15 июня 1985 года. Посадочный модуль спешно выполнил программу исследований на поверхности, передача сигнала продолжалась 56 минут. Посадка модуля «Веги-2» была впервые совершена в высокогорном районе, поэтому анализ грунта в этом месте представлял особый интерес. После посадки были осуществлены заборы грунта и проведены измерения рентгенофлюоресцентных спектров венерианской породы, которая оказалась близка к оливиновому габбро-нориту. Поскольку посадка осуществлялась на ночной стороне планеты, камеры в составе посадочного модуля отсутствовали. Данные аэростатного зонда показали наличие очень активных процессов в облачном слое Венеры, характеризующихся мощными восходящими и нисходящими потоками. Когда зонд «Веги-2» пролетал в районе Афродиты над вершиной высотой 5 км, он попал в воздушную яму, резко снизившись на 1,5 км. Зонд обнаружил на ночной стороне вариации освещённости и световые вспышки, то есть грозовые разряды[28].
- Магеллан — 4 мая 1989 года. В каждый момент сближения с планетой аппарат с помощью радиолокатора картографировал узкую полосу шириной от 17 до 28 км. К сентябрю 1992 года аппарат осуществил съёмку 98 % поверхности планеты. Поскольку «Магеллан» многократно снимал многие участки с разных углов, то это позволило составить трёхмерную модель поверхности, а также исследовать возможные изменения ландшафта. Стереоизображение получено для 22 % поверхности Венеры. С сентября 1992 года по май 1993 года «Магеллан» исследовал гравитационное поле Венеры. С мая по август 1993 года была опробована технология атмосферного торможения. Нижняя точка орбиты была немного снижена, чтобы аппарат задевал верхние слои атмосферы и изменял параметры орбиты без затрат топлива. В августе орбита «Магеллана» составляла по высотам 180—540 км с периодом обращения 94 минуты. Это позволило провести более точные гравитационные измерения. В целом, была составлена «гравитационная карта» для 95 % поверхности планеты. В сентябре 1994 года был проведён эксперимент по исследованию верхних слоёв атмосферы Венеры. Солнечные панели аппарата были развёрнуты подобно лопастям ветряной мельницы, а орбита «Магеллана» снижена. Это позволило получить информацию о поведении молекул в самых верхних слоях атмосферы. 11 октября орбита была снижена в последний раз, а 12 октября 1994 года контакт с аппаратом, приближавшемся к Венере по спирали, был потерян[29].
- Галилео — 18 октября 1989 года. Пролёт мимо на пути к Юпитеру. В 1990 году пролетел мимо Венеры, проведя ряд исследований этой планеты[30].
- Кассини — 15 октября 1997 года. Пролёт мимо на пути к Сатурну[31].
- Мессенджер — 3 августа 2004 года. Пролёт мимо на пути к Меркурию. Во время первого пролёта мимо Венеры не было предусмотрено никакой программы научных исследований, потому что Венера и Солнце находились в верхнем соединении. Во время своего второго пролёта мимо Венеры Мессенджер сделал серию из 50 снимков удаляющейся планеты: первый — находясь на расстоянии в 60,6 тыс. км от планеты, последний — в 89,3 тыс. км. В течение второго пролёта Венеры Мессенджер также провёл совместные работы по изучению поверхности Венеры с европейским космическим аппаратом «Венера Экспресс». Кроме возможности сравнения данных полученных двумя КА, находящихся на разных траекториях и обладающих разными исследовательскими инструментами, эта работа стала для Мессенджер проверкой функционирования его научного оборудования[32].
- Венера-экспресс — 9 ноября 2005 год. 12 апреля с борта станции впервые был снят ранее не фотографировавшийся южный полюс Венеры. Тестовые фотографии с низким разрешением были получены при помощи спектрометра VIRTIS с высоты 206 452 километров над поверхностью. В атмосфере Венеры, точно над южным полюсом, была обнаружена тёмная воронка, аналогичная подобному образованию над северным полюсом планеты[33].
- / BepiColombo — 20 октября 2018 года. На пути к Меркурию проведены два пролёта Венеры в октябре 2020 года и в августе 2021 года, с попутными исследованиями[10].
- Акацуки — 20 мая 2010 года. 7 декабря 2010 года аппарат приблизился к Венере, однако манёвр выхода на её орбиту окончился неудачей, и аппарат вышел на орбиту Венеры лишь при сближении с ней 7 декабря 2015 года. Связь потеряна в апреле 2024 года.
- Солнечный зонд Паркер — 12 августа 2018 года. Семь пролётов Венеры в 2018—2024 годах.

### Частично успешные миссии
- Венера-11 — 9 сентября 1978 год. 23 декабря АМС достигла окрестностей планеты Венера. От орбитального модуля был отделён спускаемый аппарат (СА), который через двое суток, 25 декабря, вошёл в атмосферу Венеры на скорости 11,2 км/с. 25 декабря спускаемый аппарат совершил мягкую посадку на поверхности Венеры. Спуск продолжался приблизительно 1 час. Информация с поверхности Венеры передавалась через орбитальный модуль, который оставался на орбите. Спускаемый аппарат «Венеры-11» не смог передать изображения, так как не открылись защитные крышки камеры. После отделения спускаемого аппарата, орбитальный модуль пролетел мимо Венеры на расстоянии 35 000 км и затем вышел на гелиоцентрическую орбиту[34].
- Венера-12 — 14 сентября 1978 год. 19 декабря АМС достигла окрестностей планеты Венера. От орбитального модуля был отделён спускаемый аппарат, который через двое суток, 21 декабря, вошёл в атмосферу Венеры на скорости 11,2 км/с. 25 декабря аппарат совершил мягкую посадку на поверхности Венеры. Спуск продолжался приблизительно 1 час. Информация с поверхности Венеры передавалась через орбитальный модуль, который оставался на орбите. Передача изображений не удалась из-за неоткрытия крышки камеры. Спускаемый аппарат продолжал работать в течение 110 минут. После отделения спускаемого аппарата, орбитальный модуль пролетел мимо Венеры на расстоянии 34 000 км и затем вышел на гелиоцентрическую орбиту[35].
- Вега-1 — 15 декабря 1984 года. Спускаемый аппарат включал посадочный модуль и аэростатный зонд, вошёл в атмосферу Венеры 11 июня 1985 года. В ходе спуска в атмосфере досрочно включилась аппаратура посадочного модуля, предназначенная для исследований на поверхности, что не позволило получить запланированную научную информацию с места посадки. Аэростатный зонд успешно выполнил задачу[36].

### Неудавшиеся миссии
- Спутник-7 — 26 февраля 1961 года. Он же 1ВА № 1 и «Тяжёлый спутник». Отказ разгонного блока, не смог покинуть орбиту Земли.
- Венера-1 — 12 февраля 1961 год. Со станции были переданы данные измерений параметров солнечного ветра и космических лучей в окрестностях Земли, а также на расстоянии 1,9 миллионов километров от Земли. Станция подтвердила наличие плазмы солнечного ветра в межпланетном космическом пространстве. Последний сеанс связи с «Венерой-1» состоялся 19 февраля 1961 года. Через 7 суток, когда станция находилась на расстоянии около 2 миллионов километров от Земли, контакт со станцией «Венера-1» был потерян. 19 и 20 мая 1961 года АМС «Венера-1» прошла на расстоянии, приблизительно, 100 000 км от планеты Венера и перешла на гелиоцентрическую орбиту[37].
- Маринер-1 — 22 июля 1962 года. Авария ракеты-носителя.
- 2МВ-1 № 1 — 25 августа 1962 года. Утеряна из-за аварии 4-й ступени ракеты-носителя[38][39].
- 2МВ-1 № 2 — 1 сентября 1962 года. Утеряна из-за аварии 4-й ступени ракеты-носителя[38][39].
- 2МВ-2 № 1 — 14 сентября 1962 года. Авария верхней ступени РН.
- 3МВ-1 № 2 − 19 февраля 1964 года. Авария РН.
- Космос-27 — 27 марта 1964 года. Он же 3МВ-1 № 3. Авария верхней ступени РН, не смог покинуть околоземную орбиту.
- Зонд-1 — 2 апреля 1964 год. Он же 3МВ-1 № 4. Связь потеряна 14 мая 1964 года на удалении от Земли до 14 млн км, неуправляемый пролёт Венеры 14 июля 1964 года[40].
- Венера-2 — 12 ноября 1965 год. Летела в паре с Венерой-3. Им не удалось передать данные о самой Венере, но были получены научные данные о космическом и околопланетном пространстве в год спокойного Солнца. Большой объём измерений во время полёта представил собой большу́ю ценность для изучения проблем сверхдальней связи и межпланетных перелётов. Были изучены магнитные поля, космические лучи, потоки заряженных частиц малых энергий, потоки солнечной плазмы и их энергетические спектры, космические радиоизлучения и микрометеориты[41].
- Венера-3 — 16 ноября 1965 год. Станция «Венера-3» состояла из орбитального отсека и спускаемого аппарата. 26 декабря 1965 года была проведена коррекция траектории полёта станции «Венера-3». В это время станция находилась на расстоянии около 13 миллионов километров от Земли. 1 марта 1966 года станция достигла планеты Венера и врезалась в её поверхность в районе от −20° до +20° по широте и от 60° до 80° восточной долготы. Станция «Венера-3» стала первым космическим аппаратом, который достиг поверхности другой планеты. За время полёта со станцией «Венера-3» было проведено 63 сеанса связи (26 с «Венерой-2»). Однако, система управления станции вышла из строя ещё до подлёта к Венере. Станция не передала никаких данных о Венере[42].
- Космос-96 — 23 ноября 1965 года. Он же 3МВ-4 № 6. Авария третьей ступени РН, не смог покинуть околоземную орбиту.
- Космос-197 — 17 июня 1967 года. Он же 4В-1 № 311. Авария верхней ступени РН, не смог покинуть околоземную орбиту.
- Космос-359 — 22 августа 1970 года. Он же 4В-1 № 631. Авария РН.
- Космос-482 — 31 марта 1972 года. Он же 4В-1 № 671. Авария РН.

### Текущие миссии
- Solar Orbiter — 10 февраля 2020 года, планируется восемь гравитационных манёвров у Венеры в 2021—2030 годах, попутные исследования.
- Jupiter Icy Moon Explorer — 14 апреля 2023 года. Планируется гравитационный манёвр у Венеры в 2025 году, попутные исследования.

### Планируемые миссии
- Venus Life Finder — 2026 год. Атмосферный зонд[43].
- Shukrayaan-1 — 2028 год. Орбитальный аппарат[44]
- MBR Explorer — 2028 год. Пролёт с гравитационным манёвром, попутные исследования.
- Тяньвэнь-4 — 2029 год. Пролёт с гравитационным манёвром в 2030 году, попутные исследования[45].
- Венера-Д — 2031 год. Посадочный аппарат[46].
- EnVision — 2031 год. Орбитальный аппарат[47].
- VERITAS — 2031 год. Орбитальный аппарат[48].
- DAVINCI — 2032 год. Атмосферный зонд[48].

## Луна

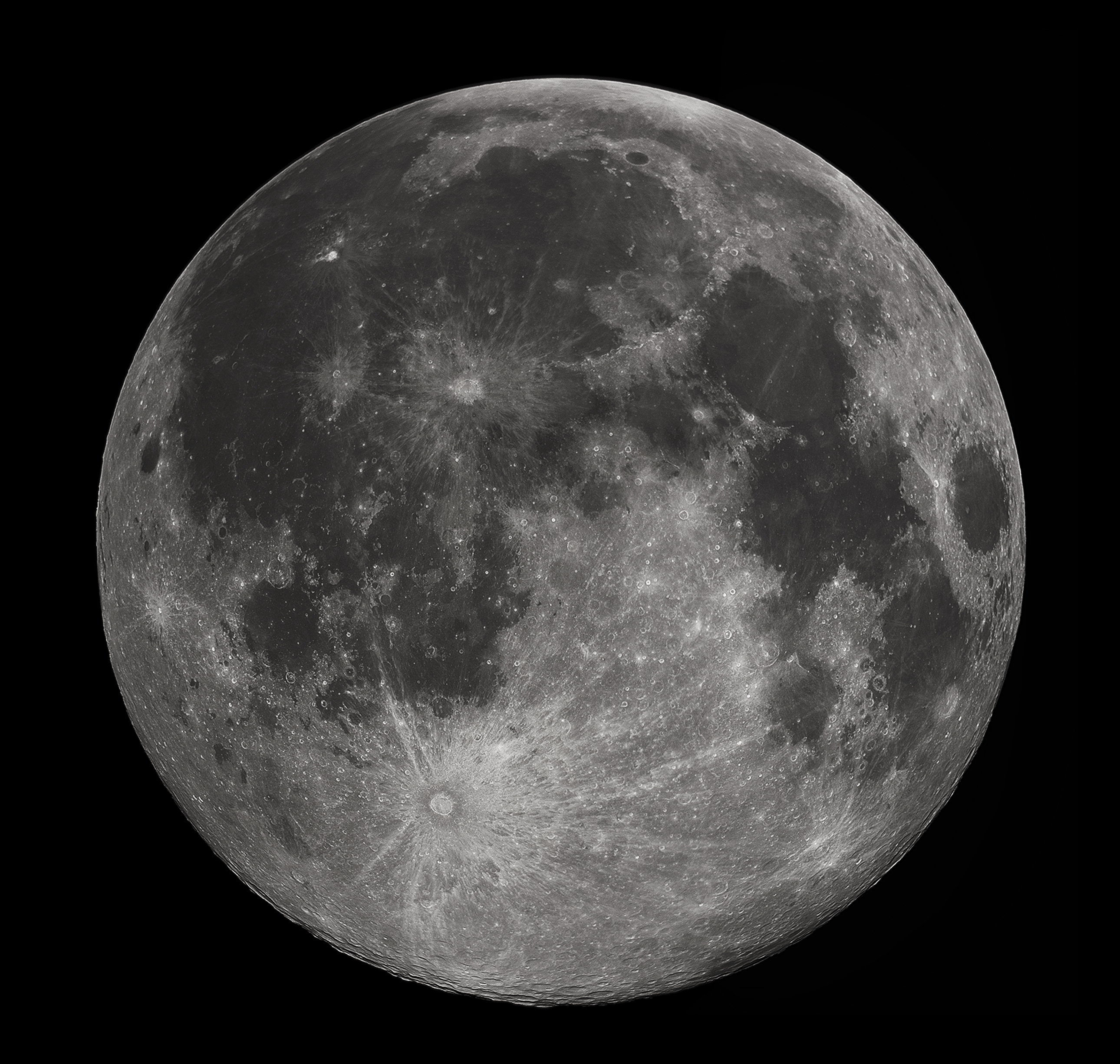
Полная луна.

### Успешные миссии
- Луна-2 — 12 сентября 1959 года. Достижение станцией поверхности Луны, 14 сентября 1959 года Станция «Луна-2» впервые в мире достигла поверхности Луны[49].
- Луна-3 — 4 октября 1959 года. Фотосъёмка поверхности Луны, 7 октября 1959 года Станция «Луна-3» впервые в мире передала на Землю снимки обратной стороны Луны[50].
- Рейнджер-7 — 28 июля 1964 года, столкновение с Луной; переданы первые изображения высокого разрешения лунного моря[51]. Достиг Луны 31 июля. Первое изображение было получено в 13:08:45 UT с высоты 2110 км. Были переданы 4308 фотографий высокого качества на последних 17 минутах полёта. Последнее изображение перед столкновением имело разрешение 0,5 метра. После 68,6 часов полёта, Рейнджер 7 врезался в область между морем Облаков и океаном Бурь (впоследствии названную Море Познанное — лат. Mare Cognitum) в точке с координатами 10.63 S, 20.60 W[52].
- Рейнджер-8, — 17 февраля 1965 года, столкновение с Луной (море Спокойствия), переданы дополнительные снимки высокого разрешения лунного моря[51]. Столкновение с Луной произошло 20 февраля 1965 в 09:57:37 UT в точке с координатами 2.71 N, 24.81 E[53].
- Рейнджер-9 — 21 марта 1965 года, столкновение с Луной (кратер Альфонс), переданы изображения высокого разрешения для высокогорного кратера[51]. Столкновение произошло 24 марта 1965 года в 14:08:20 UT в точке с координатами 12.91 S, 357.62 E[53].
- Зонд-3 — 18 июля 1965 года. Пролёт Луны 20 июля 1965 года. Передал первые чёткие снимки обратной стороны Луны[54].
- Луна-9 — 31 января 1966 года. 3 февраля 1966 года станция «Луна-9» впервые в мире совершила мягкую посадку на поверхности Луны[55].
- Луна-10 — 31 марта 1966 года. Первый искусственный спутник Луны, проведение исследований Луны и окололунного пространства[56].
- Сервейер-1 — 30 мая 1966 года; посадка 2 июня 1966 года в 06:17:36 UT в Океане бурь в районе кратера Флемстид в точке с координатами: 2.45 S, 316.79 E[57].
- Лунар орбитер-1 — 10 августа 1966 года. Фотосъёмка Луны: 18—29 августа 1966 года. Миссия разведки возможных мест посадки Аполлонов[58].
- Луна-12 — 22 октября 1966 года. Станция была предназначена для выхода на орбиту искусственного спутника Луны, проведения исследований Луны и окололунного пространства, проведения съёмки лунной поверхности[59].
- Лунар орбитер-2 — 6 ноября 1966 года. Фотосъёмка Луны: 18—25 ноября 1966 года. Миссия разведки возможных мест посадки Аполлонов[60].
- Луна-13 — 21 декабря 1966 года. Станция была предназначена для осуществления мягкой посадки на поверхность Луны, съёмки панорамы лунной поверхности и проведения научных исследований[61].
- Лунар орбитер-3 — 5 февраля 1967 года. Фотосъёмка Луны: 15—23 февраля 1967 года. Миссия разведки возможных мест посадки Аполлонов[62].
- Сервейер-3 — запуск 17 апреля 1967 года; посадка 20 апреля 1967 года в 00:04:53 UT в Океане бурь (Oceanus Procellarum) в точке с координатами: 3.01 S, 336.66 E[57][63].
- Лунар орбитер-4 — 4 мая 1967 года. Фотосъёмка Луны: 11—26 мая 1967 года. Миссия картографирования лунной поверхности[64].
- Эксплорер-35 — 19 июля 1967 года[65].
- Лунар орбитер-5 — 1 августа 1967 года. Фотосъёмка Луны: 6—18 августа 1967 года. Картографирование лунной поверхности, в том числе с высоким разрешением[66].
- Сервейер-5 — 8 сентября 1967 года; посадка 11 сентября 1967 года в 00:46:44 UT в море Спокойствия (Mare Tranquillitatis) в точке с координатами: 1.41 N, 23.18 E[57][67].
- Сервейер-6 — 7 ноября 1967 года; посадка 10 ноября 1967 года в 01:01:06 UT в Центральном заливе (Sinus Medii) в точке с координатами: 0.49 N, 358.60 E[57][68].
- Сервейер-7 — 7 января 1968 года; посадка 10 января 1968 года в 01:05:36 UT недалеко от кратера Тихо (Tycho) в точке с координатами: 40.86 S 348.53 E[57][69].
- Луна-14 — 7 апреля 1968 года. Отработка нового оборудования связи[70].
- Аполлон-8 — 21 декабря 1968 года. Первый пилотируемый облёт Луны, вход в атмосферу со второй космической скоростью[71].
- Аполлон-10 — 18 мая 1969 года. Испытания основного и лунного кораблей на окололунной орбите, отработка перестроения отсеков и манёвров на лунной орбите[72].
- Аполлон-11 — 16 июля 1969 года. Первая высадка на Луну[73] — жители Земли впервые в истории совершили посадку на поверхность другого небесного тела. Лунный модуль корабля с астронавтами Н. Армстронгом и Э. Олдрином прибыл в юго-западный район Моря Спокойствия.
- Зонд-7 — 7 августа 1969 года. Он же 7К-Л1 № 11. Испытательный полёт пилотируемого корабля, в беспилотном режиме, с живыми организмами на борту (черепахи и т. п.). Облёт Луны 11 августа 1969 года, возвращение на Землю 14 августа 1969 года. Единственный полностью успешный полёт по советской пилотируемой лунной программе.
- Аполлон-12 — 14 ноября 1969 года. Вторая высадка на Луну[74].
- Луна-16 — 12 сентября 1970 года. 24 сентября 1970 года на Землю доставлены образцы лунного грунта[75].
- Зонд-8 — 20 октября 1970 года. Он же 7К-Л1 № 14. Испытательный полёт пилотируемого корабля, в беспилотном режиме, с живыми организмами на борту (черепахи и т. п.). Успешный облёт и фотографирование Луны, отработка схемы посадки по северной траектории. Спускаемый аппарат 27 октября 1970 года приводнился в Индийском океане.
- Луна-17 — 10 ноября 1970 года. 17 ноября 1970 года на лунную поверхность доставлен самоходный аппарат Луноход-1[76].
- Луноход-1 — 17 ноября 1970 года станция благополучно прилунилась в Море Дождей, и «Луноход-1» съехал на лунный грунт. В течение первых трёх месяцев запланированной работы помимо изучения поверхности аппарат выполнял ещё и прикладную программу, в ходе которой отрабатывал поиск района посадки лунной кабины. После выполнения программы луноход проработал на Луне в три раза больше своего первоначально рассчитанного ресурса (3 месяца). За время нахождения на поверхности Луны «Луноход-1» проехал 10 540 м, передал на Землю 211 лунных панорам и 25 тысяч фотографий. Более чем в пятистах точках по трассе движения изучались физико-механические свойства поверхностного слоя грунта, а в 25 точках проведён анализ его химического состава.
- Аполлон-14 — 1 февраля 1971 года. Третья высадка на Луну[77].
- Аполлон-15 — 26 июля 1971 года. Четвёртая высадка на Луну[78].
- PFS-1 — 26 июля 1971 года. Научный субспутник, отделенный 4 августа 1971 года от Аполлона-15 перед его отбытием на Землю. Функционировал до января 1973 года.
- Луна-20 — 14 февраля 1972 года. На Землю доставлены образцы лунного грунта[79].
- Аполлон-16 — 16 апреля 1972 года. Пятая высадка на Луну[80].
- PFS-2 — 16 апреля 1972 года. Научный субспутник, отделенный от Аполлона-16 перед его отбытием на Землю. Функционировал до 29 мая 1972 года.
- Аполлон-17 — 7 декабря 1972 года. Шестая высадка на Луну[81].
- Луна-21 — 8 января 1973 года. 15 января 1973 года на лунную поверхность доставлен самоходный аппарат Луноход-2[82].
- Луноход-2 — 15 января 1973 года. За четыре месяца работы прошёл 37 километров, передал на Землю 86 панорам и около 80 000 кадров телесъёмки, но его дальнейшей работе помешал перегрев аппаратуры внутри корпуса. После въезда внутрь свежего лунного кратера, где грунт оказался очень рыхлым, луноход долго буксовал, пока задним ходом не выбрался на поверхность. При этом откинутая назад крышка с солнечной батареей, видимо, зачерпнула немного грунта, окружающего кратер. Впоследствии, при закрытии крышки на ночь для сохранения тепла, этот грунт попал на верхнюю поверхность лунохода и стал теплоизолятором, что во время лунного дня привело к перегреву аппаратуры и выходу её из строя.
- Эксплорер 49?! — 10 июня 1973 года[83].
- Луна-22 — 29 мая 1974 года. Станция была предназначена для выхода на орбиту искусственного спутника Луны, проведения исследований Луны и окололунного пространства[84].
- Луна-24 — 9 августа 1976 года. На Землю доставлены образцы лунного грунта[85].
- Хитэн — 24 января 1990 года. Первоначально зонд был запущен для исследований окололунного пространства и изучения аэродинамического торможения. В феврале 1992 года был переведён на лунную орбиту. 10 апреля 1993 года врезался в Луну[86].
- Клементина — 25 января 1994 года. Цель — картографирование и наблюдение Луны в различных диапазонах: видимом, УФ, ИК; лазерная альтиметрия и гравиметрия. Впервые была составлена глобальная карта элементного состава Луны, были обнаружены большие запасы льда на её южном полюсе[87][88].
- Lunar Prospector — 7 января 1998 года. Был уточнён возможный объём льда на южном полюсе Луны, его содержание в грунте оценили в 1—10 %, ещё более сильный сигнал указывает на наличие льда на северном полюсе. На обратной стороне Луны магнитометром были обнаружены сравнительно мощные локальные магнитые поля — 40 нТл, которые сформировали 2 небольшие магнитосферы диаметром около 200 км. По возмущениям в движении аппарата было обнаружено 7 новых масконов. Была проведена первая глобальная спектрометрическая съёмка в гамма-лучах, по итогам которой были составлены карты распределения титана, железа, алюминия, калия, кальция, кремния, магния, кислорода, урана, редкоземельных элементов и фосфора, и создана модель гравитационного поля Луны с гармониками до 100-го порядка, что позволяет очень точно рассчитывать орбиту спутников Луны[89].
- Смарт-1 — 27 сентября 2003 года. Аппарат создавался как экспериментальная АМС для отработки перспективных технологий, в первую очередь — электрореактивной двигательной установки для будущих миссий к Меркурию и Солнцу[90].
- Кагуя — 14 сентября 2007 года. Полученные данные дали возможность составить топографическую карту Луны с разрешением около 15 км. При помощи вспомогательного спутника «Окина» удалось составить карту распределении сил тяжести на обратной стороне Луны. Также полученные данные позволили сделать выводы о затухании вулканической активности Луны 2,84 миллиарда лет назад[91].
- Окина — 14 сентября 2007 года. Спутник-ретранслятор, обеспечивающий связь с АМС Кагуя.
- Оюна — 14 сентября 2007 года. Спутник Луны, отделенный от АМС Кагуя для проведения исследований по картированию гравитационного поля Луны.
- Чанъэ-1 — 24 октября 2007 года. Планировалось, что аппарат выполнит несколько задач: построение трёхмерной топографической карты Луны — для научных целей и для определения места посадок будущих аппаратов; составление карт распределения химических элементов типа титана и железа (необходимы для оценки возможности промышленной разработки месторождений); оценка глубинного распределения элементов с помощью микроволнового излучения — поможет уточнить как распределяется гелий-3 и велико ли его содержание; изучение среды между Землёй и Луной, например, «хвостовой» области магнитосферы Земли, плазмы в солнечном ветре и т. д[92].
- Чандраян-1 — 22 октября 2008 года. В число основных целей запуска «Чандраян-1» входит поиск полезных ископаемых и запасов льда в полярных регионах Луны, а также составление трёхмерной карты поверхности. Часть программы — запуск ударного зонда. Он был запущен с окололунной орбиты и в течение 25 минут достиг поверхности Луны, совершив жёсткую посадку. Выбросы лунной породы на месте падения модуля будут проанализированы орбитальным аппаратом. Данные, полученные при жёсткой посадке ударного зонда, будут использованы для мягкой посадки будущего индийского лунохода, доставка которого на Луну запланирована в ходе полёта следующего зонда «Чандраян-2»[93].
- Lunar Crater Observation and Sensing Satellite — 18 июня 2009 года. От полёта LCROSS ожидалось получить окончательные сведения о наличии водяного льда на южном полюсе луны, который мог бы сыграть важную роль для будущих пилотируемых экспедиций на Луну. 9 октября 2009 года в 11:31:19 UTC в районе кратера Кабеус упал разгонный блок «Центавр». В результате падения выброшено облако из газа и пыли. LCROSS пролетел сквозь выброшенное облако, анализируя вещество, поднятое со дна кратера и упал в тот же кратер в 11:35:45 UTC, успев передать на Землю результаты своих исследований. С лунной орбиты за падением следил зонд «LRO», с околоземной — космический телескоп Хаббл и европейский спутник «Odin». С Земли — крупные обсерватории[94].
- GRAIL-A — 10 сентября 2011 года. Первый из двух аппаратов программы изучения гравитационного поля и внутреннего строения Луны, реконструкции её тепловой истории[95].
- GRAIL-B — 10 сентября 2011 года. Второй из двух аппаратов программы изучения гравитационного поля Луны.
- Lunar Atmosphere and Dust Environment Explorer — 7 сентября 2013 год[96]. После завершения миссии 17 апреля 2014 года LADEE столкнулся с поверхностью Луны[97]
- Чанъэ-2 — 1 октября 2010 года. 27 октября аппарат начал фотосъёмку участков Луны, пригодных для посадки следующих космических аппаратов. Для решения данной задачи спутник приблизился к Луне на расстояние 15 километров[98].
- Чанъэ-3 — 1 декабря 2013 года. Межпланетная станция является посадочным аппаратом, состоящим из стационарной лунной станции и первого китайского лунохода Юйту[99].
- Чанъэ-5Т1 — 23 октября 2014 года. Китайская автоматическая лунная станция для испытаний возвращения на Землю спускаемого аппарата. Китай стал третьей после СССР и США страной, выполнившей возвращение аппарата который облетел Луну и двигался со скоростью близкой ко второй космической[100].
- Лунцзян-2 — 20 мая 2018 года. Микроспутник-ретранслятор, запущен совместно с АМС Цюэцяо[101]. Сведён с орбиты 31 июля 2019 года.
- Чанъэ-5 — 23 ноября 2020 года. Доставка лунного грунта. 16 декабря 2020 года спускаемый аппарат с образцами грунта совершил успешную посадку[102].
- Артемида-1 — 16 ноября 2022 года. Тестовый беспилотный полёт корабля «Орион», с облётом Луны.
- Чандраян-3 — 14 июля 2023 года. Составная миссия из посадочной и орбитальной компоненты. Спускаемый аппарат Викрам с луноходом Прагьям успешно совершили посадку в районе южного полюса 23 августа 2023 года и планово завершили работу 3-4 сентября 2023 года. Перелётный модуль проработал на орбите Луны до ноября 2023 года, после чего был переведён на околоземную орбиту.
- Smart Lander for Investigating Moon (SLIM) — 7 сентября 2023 года. Демонстратор высокоточной посадки на Луну. Совершил посадку в заданном районе 19 января 2024 года. В ходе посадки возникла неисправность в двигательной установке, вследствие чего спускаемый аппарат перевернулся, но сохранил работоспособность и смог передать научные данные. Кроме того, успешно отработали мини-луноходы LEV-1 и LEV-2. Завершил работу 29 апреля 2024 года[103].
- Чанъэ-6 — 3 мая 2024 года. Первая доставка лунного грунта с обратной стороны Луны[104].
- Blue Ghost M1 — 15 января 2025 года. Посадочный аппарат, в рамках программы Commercial Lunar Payload Services. Совершил успешную посадку на Луну 2 марта 2025 года. Миссия завершена 16 марта 2025 года.

### Частично успешные миссии
- Луна-1 — 2 января 1959 года. Цели: достижение станцией поверхности Луны, измерения космических лучей, метеорных частиц, излучения Солнца, магнитного поля Земли и Солнца. Не выполнено только достижение поверхности (пролёт на расстоянии 6000 км). Впервые достигнута вторая космическая скорость, открыт солнечный ветер, внешний радиационный пояс Земли, установлено отсутствие у Луны регулярного магнитного поля, создана искусственная комета (натриевое облако) наблюдавшаяся с Земли[105].
- Пионер-4 — 3 марта 1959 года. Совершил пролёт рядом с Луной, произошёл отказ фотоэлектрического сенсора для фотографирования лунной поверхности[106].
- Луна-11 — 24 августа 1966 года. Она же Е-6 ЛФ № 101. Станция была предназначена для выхода на окололунную орбиту, проведения исследований Луны и окололунного пространства, проведения съёмки поверхности. Основную задачу, съёмку лунной поверхности, выполнить не удалось по причине нерасчётного положения станции[107].
- Зонд-5 — 15 сентября 1968 года. Он же 7К-Л1 № 9. Испытательный полёт пилотируемого корабля, в беспилотном режиме. Первый успешный облёт Луны аппаратом с живыми организмами на борту (черепахи, растения и т. п.). В результате отказа одного из двигателей, посадка прошла нештатно — вместо Казахстана спускаемый аппарат 21 сентября 1968 года приводнился в Индийском океане, перегрузки при посадке достигали 20g[108].
- Зонд-6 — 10 ноября 1968 года. Он же 7К-Л1 № 12. Испытательный полёт пилотируемого корабля, в беспилотном режиме, с живыми организмами на борту (черепахи и т. п.). Облёт и фотографирование Луны 14 ноября 1968 года. При возвращении на Землю 17 ноября 1968 года произошло преждевременное отстреливание парашютной системы на высоте 5,3 км. Спускаемый аппарат разбился о поверхность земли, биологические объекты погибли, кассеты с фотоплёнкой сохранились[109].
- Аполлон-13 — 11 апреля 1970 года. Высадка на Луну не состоялась из-за аварии корабля. Облёт Луны и возвращение на Землю[110].
- Луна-19 — 28 сентября 1971 года. Она же Е-8ЛС № 202. Вышла на орбиту Луны 3 октября 1971 года. Из-за отказа системы управления не удалось сформировать целевую орбиту и выполнить главные задачи миссии — картографирование и альтиметрирование лунной поверхности, также отказал гамма-спектрометр. Остальные научные приборы отработали штатно. Связь со станцией прекращена 1 ноября 1972 года[111].
- IM-1 — 15 февраля 2024 года[112]. 22 февраля 2024 года совершил посадку на Луну в районе южного полюса. При посадке аппарат опрокинулся на бок, в результате чего объём полученной научной информации оказался значительно меньше запланированного. Связь потеряна 29 февраля 2024 года[113].

### Неудавшиеся миссии
- Пионер-0 — 17 августа 1958 года. Первая попытка США запустить станцию к Луне. Утеряна из-за аварии ракеты-носителя (взрыв первой ступени)[114].
- Луна-1А — 23 сентября 1958 года. Она же Е-1 № 1, первая попытка СССР запустить станцию к Луне. Утеряна из-за аварии ракеты-носителя на 87 секунде полёта[115].
- Луна-1B — 11 октября 1958 года. Она же Е-1 № 2. Утеряна из-за аварии ракеты-носителя на 104 секунде полёта[115].
- Пионер-1 — 11 октября 1958 года. Из-за некорректной работы третьей ступени зонд не смог достичь Луны, совершил полёт по суборбитальной траектории, достигнув высоты почти 114 тысяч километров[114].
- Пионер-2 — 8 ноября 1958 года. Отказ третьей ступени, совершил суборбитальный полёт с максимальной высотой траектории 1550 км[114].
- Луна-1C — 4 декабря 1958 года. Она же Она же Е-1 № 3. Утеряна из-за аварии ракеты-носителя на 245 секунде полёта[115].
- Пионер-3 — 6 декабря 1958 года. Из-за преждевременного отключения первой ступени не смог достичь Луны, совершил полёт по суборбитальной траектории, достигнув высоты 102 тысяч километров[116].
- Луна-2А — 18 июня 1959 года. Она же Е-1А № 5. Утеряна из-за аварии ракеты-носителя на 153 секунде полёта[117].
- Пионер П-1[англ.] — 24 сентября 1959 года. Ракета-носитель взорвалась во время предстартовых испытаний[118].
- Пионер П-3 — 26 ноября 1959 года. Разрушение обтекателя ракеты-носителя, аппарат упал в Атлантический океан[118].
- Луна-4A — 15 апреля 1960 года. Она же Е-3 № 1, первая фотографирования обратной стороны Луны. Из-за недозаправки третьей ступени станция не достигла Луны, совершив полёт по суборбитальной траектории с максимальным удалением от Земли порядка 200 000 км[119].
- Луна-4B — 19 апреля 1960 года. Она же Е-3 № 2. Взрыв ракеты-носителя сразу после старта[120].
- Пионер П-30[англ.] — 25 сентября 1960 года. Отказ второй ступени ракеты-носителя[118].
- Пионер П-31 — 15 декабря 1960 года. Ракета-носитель взорвалась на 68-й секунде полёта[118].
- Рейнджер-3 — 26 января 1962 года. Первая попытка мягкой посадки на Луну. Сбой в работе 2 ступени ракеты-носителя, прошёл на расстоянии 3678 км от Луны и вышел на гелиоцентрическую орбиту[51].
- Рейнджер-4 — 23 апреля 1962 года. Попытка мягкой посадки на Луну. Выход из строя бортовой радиоаппаратуры, потеря связи. Столкнулся с Луной[51].
- Рейнджер-5 — 18 октября 1962 года. Попытка мягкой посадки на Луну. Выход из строя солнечных батарей, потеря питания. Совершил пролёт мимо Луны на расстоянии 720 км и вышел на гелиоцентрическую орбиту[51].
- Луна-4C — 4 января 1963 года. Она же Е-6 № 2, первая советская попытка мягкой посадки на Луну. Выведена на промежуточную орбиту вокруг Земли, из-за отказа четвёртой ступени ракеты-носителя старт в сторону Луны не состоялся, на следующий день сгорела в атмосфере[121].
- Луна-4D — 3 февраля 1963 года. Она же Е-6 № 3. Отказ системы ориентации, ракета-носитель совершила полёт по суборбитальной траектории и сгорела над Тихим океаном[115].
- Луна-4 — 2 апреля 1963 года. Она же Е-6 № 4. Отказ системы астронавигации, пролетела в 8 500 км от Луны и, вероятно, облетев её, вернулся к Земле[122].
- Рейнджер-6 — 30 января 1964 года. Задача — съёмка Луны до момента столкновения. Столкновение с Луной (море Спокойствия), не передал изображений из-за неисправности телевизионной системы[51].
- Е-6 № 6 — 21 марта 1964 года. Авария на этапе работы третьей ступени ракеты-носителя[123].
- Е-6 № 5 — 20 апреля 1964 года. Отказ двигателя разгонного блока «Л», аппарат остался на околоземной орбите[123].
- Космос-60 — 12 марта 1965 года. Она же Е-6 № 9. Отказ двигателя разгонного блока «Л», аппарат остался на околоземной орбите, с которой сошёл через 5 дней[123].
- Е-6 № 8 — 10 апреля 1965 года. Авария третьей ступени ракеты-носителя[123].
- Луна-5 — 9 мая 1965 года. Она же Е-6 № 10. Потеря стабилизации, разбилась о поверхность Луны[124].
- Луна-6 — 8 июня 1965 года. Она же Е-6 № 7. Отказ тормозной двигательной установки, станция пролетела в 160 000 км от Луны и вышла на гелиоцентрическую орбиту[125].
- Луна-7 — 4 октября 1965 года. Она же Е-6 № 11. Отказ системы ориентации, разбилась о поверхность Луны[126].
- Луна-8 — 3 декабря 1965 года. Она же Е-6 № 11. Разбилась при посадке на Луну по причине технологической ошибки при изготовлении аппарата[127].
- Космос-111 — 1 марта 1966 года. Она же Е-6С № 204. Первая попытка СССР вывести АМС на орбиту Луны. Вышла на околоземную орбиту, из-за отказа системы управления разгонного блока старт в сторону Луны не состоялся, через два дня сгорела в атмосфере[123].
- Сервейер-2 — 20 сентября 1966 года. Отказ одного из двигателей при посадке, разбился о поверхность Луны[57]
- Космос-154 — 8 апреля 1967 года. Он же 7К-Л1 № 3П. Испытательный полёт упрощённого пилотируемого корабля (в беспилотном режиме), с облётом Луны. Второе включение разгонного блока не произошло, остался на орбите Земли.
- Космос-159 — 17 мая 1967 года. Она же Е-6ЛС № 111. Из-за преждевременного отключения блока «Л» до Луны не долетела, оставшись на околоземной орбите[123].
- Сервейер-4 — 14 июля 1967 года. Радиоконтакт потерян за 2,5 минуты до столкновения с Луной, причину потери связи установить не удалось[57].
- 7К-Л1 № 4 — 28 сентября 1967 года. Испытательный полёт пилотируемого корабля (в беспилотном режиме), с облётом Луны. Авария первой ступени ракеты-носителя, сработала система аварийного спасения.
- 7К-Л1 № 5 — 22 ноября 1967 года. Испытательный полёт пилотируемого корабля (в беспилотном режиме), с облётом Луны. Авария второй ступени ракеты-носителя, система аварийного спасения сработала нештатно.
- Е-6ЛС № 112 — 7 февраля 1968 года. Преждевременное отключение двигателей 3-й ступени, не вышла на орбиту[123].
- Е-8 № 201 — 19 февраля 1969 года. Первая попытка запуска лунохода. Из-за разрушения обтекателя ракета взорвалась на 53-й секунде[128].
- 7К-Л1 № 7 — 23 апреля 1968 года. Испытательный полёт пилотируемого корабля (в беспилотном режиме), с облётом Луны. Авария второй ступени ракеты-носителя, сработала система аварийного спасения.
- 7К-Л1 № 13 — 20 января 1969 года. Испытательный полёт пилотируемого корабля (в беспилотном режиме), с облётом Луны. Авария второй, а затем и третьей ступени ракеты-носителя, сработала система аварийного спасения.
- 7К-Л1С — 21 февраля 1969 года. Испытательный полёт пилотируемого корабля (в беспилотном режиме). Первый пуск сверхтяжёлой ракеты Н-1, программой полёта предусматривался выход на орбиту Луны, фотографирование и возвращение на Землю. Авария первой ступени ракеты-носителя на 69 секунде полёта.
- Е-8-5 № 402 — 14 июня 1969 года. Первая попытка доставки лунного грунта при помощи АМС. Не вышла на орбиту Земли из-за отказа системы управления разгонного блока[128].
- 7К-Л1С + макет ЛК — 3 июля 1969 года. Испытательный полёт пилотируемого корабля (в беспилотном режиме), с макетом лунного корабля. Второй пуск сверхтяжёлой ракеты Н-1, программой полёта предусматривался облёт Луны. Авария первой ступени ракеты-носителя на начальной стадии полёта, ракета упала на старт и разрушила его. Сработала система аварийного спасения.
- Луна-15 — 13 июля 1969 года. Она же Е-8-5 № 401. Попытка доставки лунного грунта. Мягкую посадку осуществить не удалось, станция разбилась по причине неучёта фактической конфигурации рельефа в месте посадки[129].
- Космос−300 — 23 сентября 1969 года. Она же Е-8-5 № 403. Попытка доставки лунного грунта. Осталась на орбите Земли из-за отказа разгонного блока. Сгорела в атмосфере через 4 дня[128].
- Космос−305 — 22 октября 1969 года. Она же Е-8-5 № 404. Попытка доставки лунного грунта. Не прошло второе включение разгонной ступени из-за отказа радиокомплекса. Сгорела в атмосфере после первого витка[128].
- Е-8-5 № 405 — 6 февраля 1970 года. Попытка доставки лунного грунта. Авария второй ступени РН[128].
- Луна-18 — 2 сентября 1971 года. Она же Е-8-5 № 407. Попытка доставки лунного грунта. В результате ненормальной работы одного из двигателей стабилизации при посадке произошёл перерасход горючего. Мягкую посадку осуществить не удалось, станция разбилась[130].
- Луна-23 — 28 октября 1974 года. Она же Е-8-5М № 410. Попытка доставки лунного грунта. Из-за отказа измерителя скорости в момент посадки на Луну произошло опрокидывание аппарата в сторону грунтозаборного устройства с критическими повреждениями[131].
- Е-8-5М № 412 — 16 октября 1975 года. Попытка доставки лунного грунта. Отказ разгонного блока, не вышла на орбиту[132][133].
- Лунцзян-1 — 20 мая 2018 года. Микроспутник-ретранслятор, запущен совместно с АМС Цюэцяо. Не смог выйти на орбиту Луны[101].
- Берешит — 22 февраля 2019 года. Посадочный аппарат, включающий в себя тепловизоры и магнитометр[134]. Миссия под эгидой Google Lunar X PRIZE. Разбился о поверхность Луны при попытке посадки по причине проблем с двигательной установкой[135].
- «Викрам»/«Прагьям» — 22 июля 2019 года. Спускаемый аппарат АМС Чандраян-2, состоящий из посадочного аппарата «Викрам» и лунохода «Прагьям». Сбой на конечном этапе посадки 6 сентября 2019 года, потеря связи[136].
- OMOTENASHI[англ.] — 16 ноября 2022 года. Микроспутник, орбитальный аппарат и демонстратор посадки на Луну. Выведен попутно в ходе миссии Артемида-1. Не смог выйти на орбиту Луны из-за проблем со связью и ориентацией[137].
- Lunar IceCube — 16 ноября 2022 года. Микроспутник Луны, поиск на Луне водяного льда. Выведен попутно в ходе миссии Артемида-1. Потеряна связь вскоре после запуска.
- LunIR[англ.] — 16 ноября 2022 года. Микроспутник, изучение Луны с пролётной траектории. Выведен попутно в ходе миссии Артемида-1. Совершил пролёт Луны, но из-за проблем с радиосвязью какие-либо научные данные получены не были[138].
- Lunar Polar Hydrogen Mapper[англ.] (LunaH-Map) — 16 ноября 2022 года. Микроспутник Луны, поиск на Луне водяного льда. Выведен попутно в ходе миссии Артемида-1. Не смог выйти на орбиту Луны из-за проблем с двигательной установкой[139].
- / HAKUTO-R[англ.]/Emirates Lunar Mission[англ.] — 11 декабря 2022 года. Посадочный аппарат и луноход «Рашид». 25 апреля 2023 потеряна связь на конечном этапе посадки[140][141]
- Lunar Flashlight[англ.] — 11 декабря 2022 года. Микроспутник, планировавшийся для вывода на орбиту Луны с целью поиска водяного льда. Запущен попутно в ходе миссии HAKUTO-R. Не смог выйти на орбиту Луны из-за проблем с двигательной установкой.
- Луна-25 — 11 августа 2023 года. Планировалась посадка в южной приполярной области Луны. 19 августа 2023 года в результате нерасчётной работы двигательной установки сошла с орбиты и столкнулась с Луной[142][143].
- Peregrine Mission One — 8 января 2024 года. Комплексная миссия, включающая посадка на Луну спускаемого аппарата Peregrine с полезной нагрузкой, включающей научные приборы и несколько небольших луноходов. Реализовывалась в рамках программы Commercial Lunar Payload Services. Вскоре после пуска возникли проблемы с двигательной установкой, сделавшие невозможной посадку на Луну. 19 января 2023 года сгорел в атмосфере Земли[144].
- IM-2 — 27 февраля 2025 года[145]. Посадка на Луну 6 марта 2025 года в районе южного полюса, в рамках программы Commercial Lunar Payload Services. Опрокинулся при посадке 6 марта 2025 года, в связи с чем не смог обеспечить электропитание с солнечных батарей и вести научные наблюдения. Потеряна связь 7 марта 2025 года.
- Lunar Trailblazer — 27 февраля 2025 года. Спутник Луны. Попутный запуск с IM-2. Потеряна связь вскоре после запуска.
- Hakuto-R Mission 2 — 15 января 2025 года. Сбой на конечном этапе посадки 5 июня 2025 года, потеря связи.

### Текущие миссии
- Lunar Reconnaissance Orbiter — 19 июня 2009 года, искусственный спутник Луны. Аппарат производит следующие исследования: изучение лунной глобальной топографии; измерение радиации на лунной орбите; изучение лунных полярных регионов, включающее в себя поиск залежей водяного льда и исследование параметров освещённости; составление сверхточных карт с нанесением объектов не менее 0,5 метра с целью найти лучшие посадочные площадки[146].
- ARTEMIS P1 и ARTEMIS P2 — 17 февраля 2007 года, два искусственных микроспутника Луны. Изучение магнитного поля Луны, изучение взаимодействия Луны и Солнца.
- Цюэцяо — 20 мая 2018 года. Ретранслятор связи для китайского планетохода миссии Чанъэ-4.
- Чанъэ-4 — 7 декабря 2018 года. Посадочный аппарат, состоящий из стационарной лунной станции и лунохода «Юйту-2». 3 января 2019 года впервые выполнено прилунение на обратной стороне Луны.
- Чандраян-2 — 22 июля 2019 года. После отделения спускаемого аппарата, орбитальный модуль продолжает работу.
- CAPSTONE — 28 июня 2022 года. Проверка параметров орбиты будущей обитаемой станции LOP-G.
- Данури — 5 августа 2022 года. Орбитальный аппарат.
- Цюэцяо-2 — 20 марта 2024 года. Спутник Луны, ретранслятор с попутной научной полезной нагрузкой[104][147].
- DRO-A — 13 марта 2024 года. Спутник Луны, отработка технологий космической навигации[148].
- DRO-B — 13 марта 2024 года. Спутник Луны, отработка технологий космической навигации.
- Tiandu-1 — 20 марта 2024 года. Спутник Луны, отработка технологий космической навигации и связи, запущен совместно с Цюэцяо-2.
- Tiandu-2 — 20 марта 2024 года. Спутник Луны, отработка технологий космической навигации и связи, запущен совместно с Цюэцяо-2.
- ICUBE-Q[англ.] — 3 мая 2024 года. Микроспутник, запущен попутно с миссией Чанъэ-6[104].

### Планируемые миссии
- Griffin — 2025 год. Посадочный модуль с макетом лунохода, с посадкой в районе южного полюса. Реализуется в рамках программы Commercial Lunar Payload Services.
- Артемида-2 — апрель 2026 года[149]. Тестовый пилотируемый облёт Луны на космическом корабле «Орион».
- Blue Moon Mark 1 Pathfinder — 2026 год. Посадочный аппарат, испытание технологий в рамках разработки пилотируемого космического корабля для посадки на Луну.
- IM-3 — 2026 год[145]. Посадочный аппарат, в рамках программы Commercial Lunar Payload Services.
- APEX 1.0 — 2026 год. Посадочный аппарат на обратную сторону Луны в районе южного полюса, в рамках программы Commercial Lunar Payload Services[150].
- Чанъэ-7 — 2026 год. Составная миссия, включающая в себя два орбитальных аппарата (научную станцию и спутник-ретранслятор), а также посадочную платформу с двумя луноходами (один из которых ОАЭ) и прыгающим зондом[104][151].
- / Blue Ghost M2/Rashid 2 — 2026 год. Посадка на обратной стороне Луны, доставит прибор LuSEE-Night для исследования космического радиоизлучения, а также луноход Rashid 2 разработки ОАЭ. Реализуется в рамках программы Commercial Lunar Payload Services[152][153].
- Lunar Pathfinder — 2026 год. Спутник-ретранслятор, запускается вместе с миссией Blue Ghost M2[154].
- Firefly Elytra Dark 3 — 2026 год. Орбитальный ретранслятор для миссии Blue Ghost M2[154].
- Astrobotic-3 — 2026 год. Посадочный аппарат[155].
- AYAP-1 — 2026 год. Спутник Луны, жёсткая посадка.
- /// LOP-G — 2027 год. LOP-G (Lunar Orbital Platform-Gateway) — Лунная орбитальная платформа-шлюз (ранее известна как англ. Deep Space Gateway) — программа по созданию международной обитаемой окололунной станции, предназначенной на первом этапе для изучения Луны и дальнего космоса, а в дальнейшем в качестве станции пересадки для космонавтов, направляющихся на Марс и обратно.
- Артемида-3 — середина 2027 года[149]. Первая пилотируемая высадка на Луну со времён программы Аполлон.
- Луна-26 — 2027 год[156]. Исследование Луны с орбиты.
- IM-4 — 2027 год. Посадочный аппарат, в рамках программы Commercial Lunar Payload Services[157].
- Чандраян-4 — 2028 год.  Доставка лунного грунта. Планируется, что миссия будет состоять из двух отдельных аппаратов, запускаемых двумя ракетами, и стыкующихся на орбите Луны.
- / Чанъэ-8 — 2028 год.  Посадочный аппарат с двумя луноходами (один из которых из Пакистана), прыгающим зондом и производственным роботом[104][158].
- Blue Ghost M3 — 2028 год. Посадочный аппарат, в составе полезной нагрузки имеется луноход[159].
- Firefly Elytra Dark 2 — 2028 год. Орбитальный ретранслятор для миссии Blue Ghost M3[159].
- / Blue Ghost M4 — 2029 год. Посадка на южном полюсе. В состав полезной нагрузки войдут два лунохода, один из них предоставляется Канадским космическим агентством[160]
- Firefly Elytra Dark 3 — 2029 год. Орбитальный ретранслятор для миссии Blue Ghost M4[160].
- / Чандраян-5 (LUPEX) — 2028—2029 годы. Посадочный аппарат и луноход[161].
- Луна-27 № 1 — после 2030 года. Посадочный аппарат[162].
- Луна-27 № 2 — после 2030 года. Посадочный аппарат.
- Луна-28 — после 2030 года[156]. Доставка лунного грунта[163].

## Система Марса

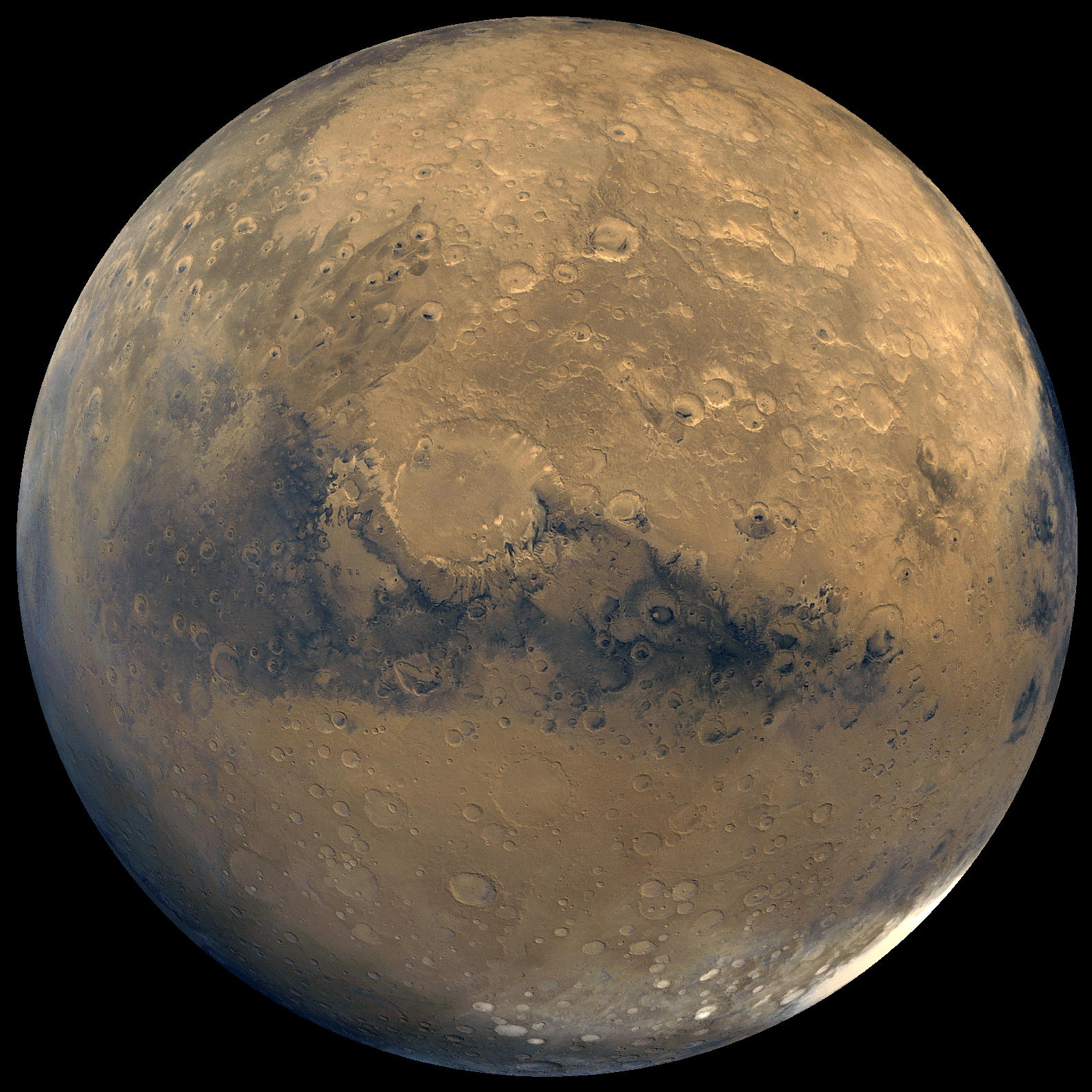
Снимок так называемого полушария Скиапарелли Марса, получен на основе 100 снимков с красным и фиолетовым фильтром, сделанных «Викингом-1» и «Викингом-2» в 1980 году.

### Успешные миссии
- Маринер-4 — 28 ноября 1964 года. Первое фотографирование с пролётной траектории[164].
- Маринер-6 и -7 — 25 февраля и 27 марта 1969 года. Фотографирование с пролётной траектории. Первое исследование состава атмосферы Марса с применением спектроскопических методик и определение температуры поверхности по измерениям инфракрасного излучения[165][166].
- Маринер-9 — 30 мая 1971 года. Первый искусственный спутник Марса, первое картографирование поверхности[167].
- Викинг-1 и Викинг-2 — 20 августа и 9 сентября 1976 года. Первая успешная работа на поверхности Марса[168][169]. Искусственные спутники Марса.
- Mars Global Surveyor — 7 ноября 1996 года. Искусственный спутник Марса, картографирование поверхности[170].
- Mars Pathfinder и марсоход Sojourner — 4 декабря 1996 года. Основной целью программы была отработка технических решений, таких как схема дешёвой посадки; дополнительной целью было проведение научных исследований: получение фотографий, изучение состава пород с помощью спектрометра, исследование атмосферы. Первый успешный марсоход[171].
- Спирит — 10 июня 2003 года. Марсоход (до 22 марта 2010 года)[172].
- Оппортьюнити — 7 июля 2003 года[173]. Марсоход (до 12 июня 2018 года).
- Розетта — 2 марта 2004 года. Совершила пролёт Марса 26 февраля 2007 года, попутные исследования.
- Феникс — 4 августа 2007 года. Посадочный модуль. На его борту находился комплекс приборов, позволяющих изучать геологическую историю воды, а также исследовать среду, с целью выявления условий, благоприятных для жизни микроорганизмов. Первая успешная посадка в полярном регионе Марса. Аппарат нашёл водяной лёд в грунте планеты[174].
- Mangalyaan — 4 ноября 2013 года, искусственный спутник Марса. Миссия завершена в 2022 году[175].
- Mars Cube One — 5 мая 2018 года. Пролётная миссия в составе двух кубсатов формата 6U MarCO-A и MarCO-B, запущенная вместе с космическим аппаратом НАСА InSight, с целью отработки технологий космической связи с помощью микроспутников. Завершили работу в декабре 2018 — январе 2019 годов[176].
- InSight — 5 мая 2018 года. Посадочный аппарат. Последний сеанс связи произошёл 15 декабря 2022 года.
- Чжужун — 23 июля 2020 года. Марсоход, являющийся частью миссии Тяньвэнь-1. Совершил успешную посадку на Марс 14 мая 2021 года. Последний сеанс связи состоялся 20 мая 2022 года.
- Europa Clipper — 14 октября 2024 года. Попутные исследования при пролёте 1 марта 2025 года.
- Гера — 7 октября 2024 года. Попутные исследования при пролёте 12 марта 2025 года.

### Частично успешные миссии
- Марс-2 — 19 мая 1971 года в 19:26 МСК. 27 ноября 1971 года первая неудачная попытка мягкой посадки на поверхность Марса[177]. Искусственный спутник Марса.
- Марс-3 — 28 мая 1971 года в 20:22 МСК. 2 декабря 1971 года первая мягкая посадка на поверхность Марса. Связь с автоматической марсианской станцией потеряна сразу после посадки[178]. Искусственный спутник Марса.
- Марс-5 — 25 июля 1973 года. 12 февраля 1974 года вышел на орбиту искусственного спутника Марса, получены фотографии поверхности. Из-за разгерметизации приборного отсека время работы станции оказалось значительно меньше запланированного[179].
- Марс-6 — 5 августа 1973 года. Пролёт около Марса 12 марта 1974 года. Спускаемый аппарат передал научную информацию о параметрах марсианской атмосферы, но после контакта с поверхностью на связь не вышел[180].
- Фобос-2 — 12 июля 1988 года. Выход на орбиту 18 февраля 1989 года. Произвёл ряд исследований на орбите Марса. Потеряна связь, основную программу не выполнил[181].

### Неудавшиеся миссии
- Марс 1960А — 1960 год. Авария ракеты-носителя[182].
- Марс 1960Б — 1960 год. Авария ракеты-носителя[183].
- Марс 1962А — 1962 год. Не сработала разгонная ступень[184].
- Марс-1 — 1962 год. Утеряна связь[185].
- Марс 1962B — 1962 год. Не сработала разгонная ступень[186].
- Маринер-3 — 1964 год. При пуске не отделился головной обтекатель, что не позволило раскрыть солнечные батареи[187].
- Зонд-2 — 1964 год. Потеряна связь на этапе перелёта к Марсу[188].
- Марс 1969А — 1969 год. Авария ракеты-носителя[189].
- Марс 1969В — 1969 год. Авария ракеты-носителя[190].
- Маринер-8 — 1971 год. Авария ракеты-носителя[191].
- Космос-419 — 1971 год. Не сработала разгонная ступень[192].
- Марс-4 — 21 июля 1973 года. Не удалось вывести на орбиту Марса[193][194].
- Марс-7 — 9 августа 1973 года. Спускаемый аппарат пролетел мимо Марса[193][195].
- Фобос-1 — 1988 год. Утеряна связь на этапе перелёта к Марсу[196].
- Mars Observer — 1992 год. Утеряна связь в ходе манёвра по выходу на орбиту марса[197].
- Марс-96 — 1996 год. Не сработала разгонная ступень[198].
- Нодзоми — 1998 год. Не удалось вывести на орбиту Марса[199].
- Mars Climate Orbiter — 1999 год. Авария при попытке вывода на орбиту Марса[200].
- Mars Polar Lander — 1999 год. Авария при посадке[201].
- Deep Space 2 — 1999 год. Утеряна связь после входа в атмосферу[202].
- Бигль-2 — 2003 год. Посадочный модуль «Марс-экспресс». Не вышел на связь после посадки[203].
- Фобос-Грунт — 2011 год. Не смог покинуть земную орбиту[204].
- Инхо-1 — 2011 год. Запущен вместе с Фобос-грунт, потерян[205].
- Скиапарелли — 2016 год. Запущен в рамках программы Экзомарс-2016, разбился при посадке о поверхность[206][207].

### Текущие миссии
- Марс Одиссей — 7 апреля 2001 года[208]. Искусственный спутник Марса.
- Марс-экспресс — 2 июня 2003 года. Искусственный спутник Марса.
- Mars Reconnaissance Orbiter — 12 августа 2005 года[209]. Искусственный спутник Марса.
- Кьюриосити — 26 ноября 2011 года[210]. Марсоход.
- Mars Atmosphere and Volatile Evolution — 18 ноября 2013 года, искусственный спутник Марса[211][212].
- / Трейс Гас Орбитер — запущен 14 марта 2016 года, искусственный спутник Марса. Аппарат исследует и выяснит природу возникновения в атмосфере Марса малых составляющих метана, других газов и водяного пара, о содержании которых известно с 2003 года[213]. Наличие метана, быстро разлагающегося под ультрафиолетовым излучением, означает его постоянное поступление из неизвестного источника. Таким источником могут быть ископаемые или биосфера — живые организмы[214].
- Аль-Амаль — 19 июля 2020 года. Орбитальный аппарат по исследованию атмосферы и климата Марса[215][216][217] (в сотрудничестве с Университетом Колорадо, Калифорнийским университетом в Беркли и Университетом Аризоны[216][217][218]).
- Тяньвэнь-1 — 23 июля 2020 года. Тяжёлая АМС, включающая орбитальную станцию и спускаемый аппарат с марсоходом. Марсоход завершил свою неятельность, орбитальная станция продолжает работу.
- Персевирэнс — 30 июля 2020 года. Марсоход NASA предназначен для астробиологических исследований древней среды на Марсе, поверхности планеты, геологических процессов и истории, в том числе оценки прошлой обитаемости планеты и поиска доказательств жизни в пределах доступных геологических материалов, а также для сбора образцов горных пород с целью их дальнейшей транспортировки на Землю при помощи других аппаратов[219][220][221].
- Psyche — 13 октября 2023 года. Попутные исследования при пролёте в 2026 году.

### Планируемые миссии
- EscaPADE — 2025 год. Два малых аппарата для исследования атмосферы Марса.
- // Martian Moons eXploration/IDEFIX — 2026 год. Изучение спутников Марса, доставка грунта с Фобоса. В состав миссии входит франко-немецкий ровер IDEFIX, предназначенный для работы на Фобосе[222][223].
- / Earth Return Orbiter (ERO) — 2027 год. Орбитальный аппарат для возвращения образцов грунта с Марса на Землю в рамках совместной миссии ESA и NASA[224][225].
- / Sample Retrieval Lander — 2028 год. Спускаемый аппарат с ракетой для вывода капсулы с образцами на орбиту вокруг Марса, в рамках совместной миссии ESA и NASA по доставке образцов грунта Марса на Землю[225].
- Розалинд Франклин — 2028 год. Марсоход с установкой для бурения[226][227][228][229][230].
- Тяньвэнь-3 — 2028 год. Миссия по доставке грунта с Марса, включающая запускаемые отдельными ракетами посадочный и орбитальный аппараты[231].
- MBR Explorer — 2028 год. Попутные исследования при пролёте.
- Мангальян-2 — дата запуска не известна. Вторая миссия на Марс Индийского космического агентства. Посадочный аппарат[232].

## Система Юпитера

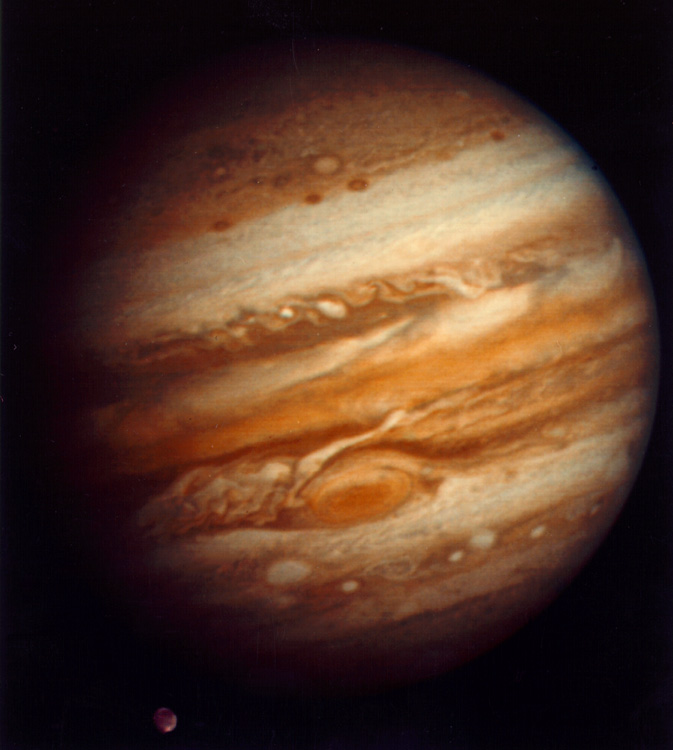
Фотография Юпитера, выполненная «Вояджером-1» 24 января 1979 года с расстояния 40 млн км

### Успешные миссии
- Пионер-10 — 2 марта 1972 года. В 1973 «Пионер-10» впервые пересёк пояс астероидов, обнаружив пылевой пояс ближе к Юпитеру. В декабре 1973 аппарат пролетел на расстоянии 132 тыс. км от облаков Юпитера. Были получены данные о составе атмосферы Юпитера, уточнена масса планеты, измерено её магнитное поле, а также установлено, что общий тепловой поток от Юпитера в 2,5 раза превышает энергию, получаемую планетой от Солнца. «Пионер-10» также позволил уточнить плотность четырёх крупнейших спутников Юпитера[233].
- Пионер-11 — 6 апреля 1973 года. Аппарат пролетел мимо Юпитера в декабре 1974 на расстоянии около 40 тыс. км от кромки облаков и передал подробные снимки планеты[234].
- Вояджер-1 — 5 сентября 1977 года. Первоначальная миссия заключалась в исследовании Юпитера и Сатурна. «Вояджер-1» был первым зондом, который сделал детальные снимки спутников этих планет[235].
- Вояджер-2 — 20 августа 1977 года. «Вояджер-2» близко подошёл к Европе и Ганимеду, галилеевым спутникам, не исследованным ранее «Вояджером-1». Переданные снимки позволили выдвинуть гипотезу о существовании жидкого океана под поверхностью Европы. Обследование самого крупного спутника в Солнечной системе — Ганимеда — показало, что он покрыт корой «грязного» льда, а его поверхность значительно старше поверхности Европы. После обследования спутников аппарат пролетел мимо Юпитера[235].
- Галилео — 18 октября 1989 года. Это первый искусственный спутник Юпитера. Галилео изучал планету длительное время и сбросил в её атмосферу спускаемый зонд. Космический аппарат передал свыше 30 гигабайт информации, включая 14 тысяч изображений планеты и спутников, а также уникальную информацию об атмосфере Юпитера[236].
- / Улисс — 6 октября 1990 года. Аппарат предназначался для исследования Солнца, в качестве дополнительной миссии — Юпитера, пролёт мимо которого состоялся 8 февраля 1992 года. Была установлена несколько иная геометрия магнитосферы Юпитера, чем считалось ранее[237][238][239].
- Кассини — 15 октября 1997 года. 30 декабря 2000 года — гравитационный манёвр в гравитационном поле Юпитера. В этот день Кассини приблизился к планете на минимальное расстояние и провёл ряд научных измерений. Также зонд сделал множество цветных изображений Юпитера, наименьшие видимые детали поверхности имеют размер примерно 60 километров в поперечнике.
- Новые горизонты — 19 января 2006 года. 28 февраля 2007 года — гравитационный манёвр в окрестностях Юпитера. В 05:43:40 по UTC аппарат приблизился к планете на расстояние 2,305 млн км. Получены фотографии планеты и её спутников, сделанные с высоким разрешением[240].

### Текущие миссии
- Юнона — 5 августа 2011 года, искусственный спутник Юпитера. Целью миссии является изучение магнитного поля планеты, а также проверка гипотезы о наличии у Юпитера твёрдого ядра. Кроме того, аппарат занимается исследованием атмосферы планеты — определением содержания в ней воды и аммиака, а также построением карты ветров[241][242][243].
- Jupiter Icy Moon Explorer — 14 апреля 2023 года. Изучение системы Юпитера, главным образом — Ганимеда.
- Europa Clipper — 14 октября 2024 года. Изучение системы Юпитера, в первую очередь Европы, путём большого количества близких пролётов.

### Планируемые миссии
- Тяньвэнь-4 — 2029 год. Изучение Каллисто с орбиты и при помощи посадочного аппарата[45][244][245].
- Solar Polar Orbit Observatory[англ.] — 2029 год. Попутные исследования при пролёте.

## Система Сатурна

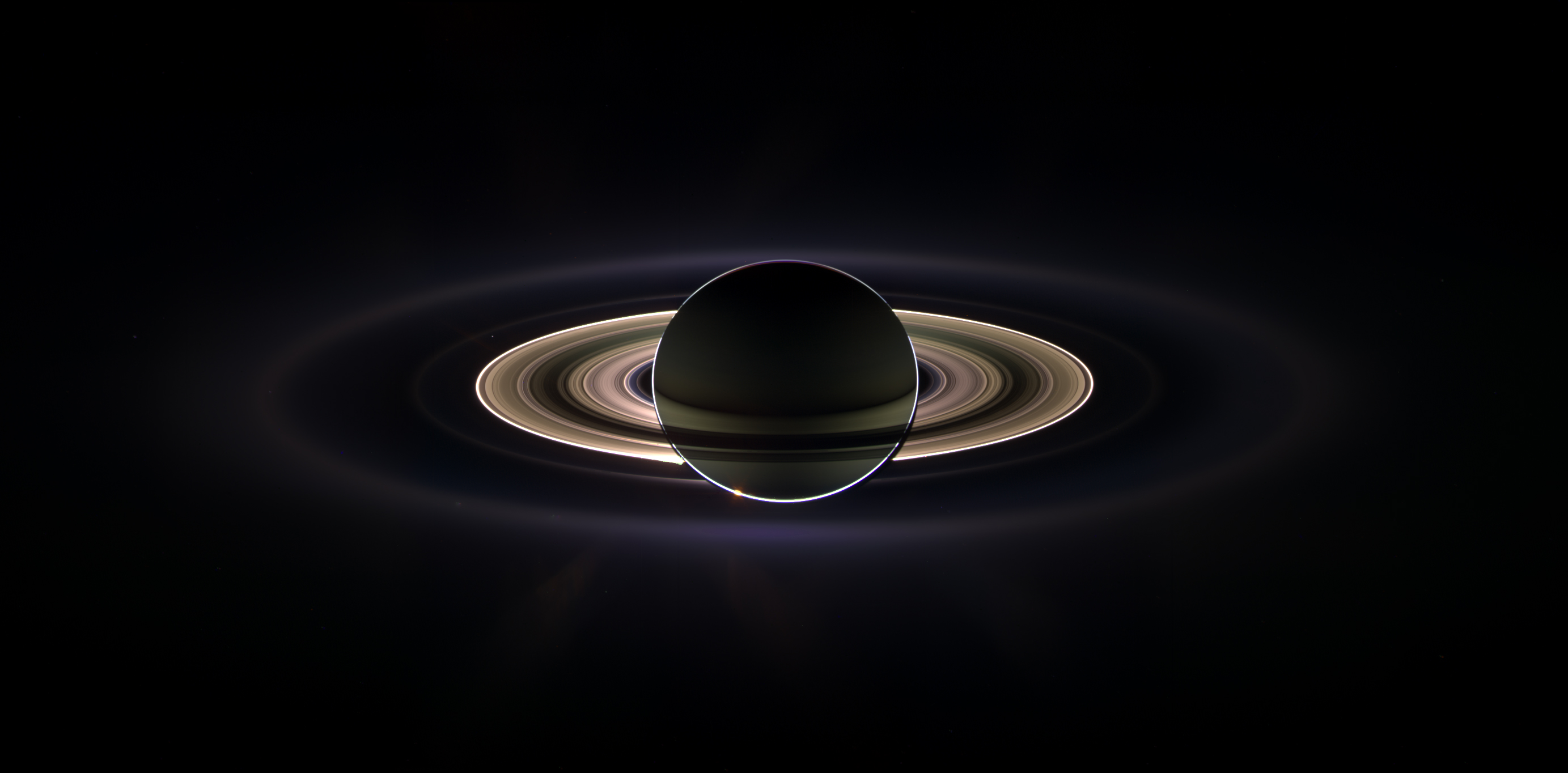
Затмение Солнца Сатурном 15 сентября 2006 года.
Фото межпланетной станции Кассини с расстояния 2,2 млн км

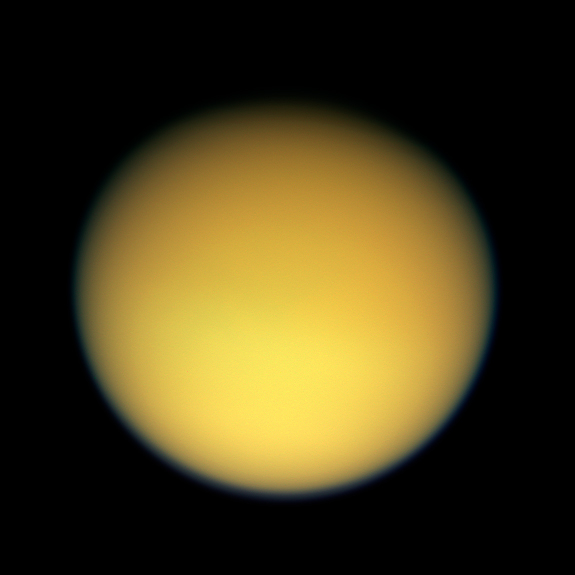
Титан в натуральных цветах
(снимок Кассини)

### Успешные миссии
- Пионер-11 — 6 апреля 1973 года. В сентябре 1979 он прошёл на расстоянии около 20 тыс. км от облачной поверхности Сатурна, произведя различные измерения и передав фотографии планеты и её спутника Титана.
- Вояджер-1 — 5 сентября 1977 года. Первоначальная миссия заключалась в исследовании Юпитера и Сатурна. «Вояджер-1» был первым зондом, который сделал детальные снимки спутников этих планет[235].
- Вояджер-2 — 20 августа 1977 года. 25 августа 1981 года — максимальное сближение с Сатурном (101 тыс. км). Траектория зонда прошла около спутников Сатурна Тефии и Энцелада, аппарат передал подробные фотографии поверхности спутников[235].
- // Кассини-Гюйгенс — 15 октября 1997 года. В 2004 году на изображениях были найдены новые спутники. Им присвоили названия Мефона, Паллена и Полидевк. 1 мая 2005 года в щели Килера был обнаружен спутник Дафнис. Это третий спутник Сатурна, после S/2009 S 1 и Пана, орбита которого лежит внутри колец. На радарных изображениях, полученных 21 июля 2006 года были обнаружены «водоёмы», заполненные жидкими углеводородами (метаном или этаном), расположенные в северном полушарии Титана. Это первый случай обнаружения существующих в настоящее время озёр вне Земли. Размеры озёр изменяются от километра до сотен километров. Во время спуска в атмосфере Титана «Гюйгенс» отбирал пробы атмосферы. Скорость ветра при этом (на высоте от 9 до 16 км) составила приблизительно 26 км/ч. С помощью внешнего микрофона удалось сделать запись звука этого ветра. Бортовые приборы обнаружили плотную метановую дымку (ярусы облаков) на высоте 18—19 км, где атмосферное давление составляло приблизительно 50 килопаскалей (5,1×103 кгс/м²) или 380 миллиметров ртутного столба. Внешняя температура в начале спуска составляла −202 °C, в то время как на поверхности Титана оказалась немного выше: −179 °C. Снимки, сделанные в ходе спуска, показали сложный рельеф со следами действия жидкости (руслами рек и резким контрастом между светлыми и тёмными участками — «береговой линией»). Однако тёмный участок, на который спустился «Гюйгенс», оказался твёрдым. На снимках, полученных с поверхности, видны камни округлой формы размером до 15 см, несущие следы воздействия жидкости (галька)[246][247]. 15 сентября 2017 года миссия завершена: аппарат погрузился в атмосферу Сатурна[248].

### Планируемые миссии
- Dragonfly — 2028 год. Мультикоптер для исследования Титана.

## Система Урана

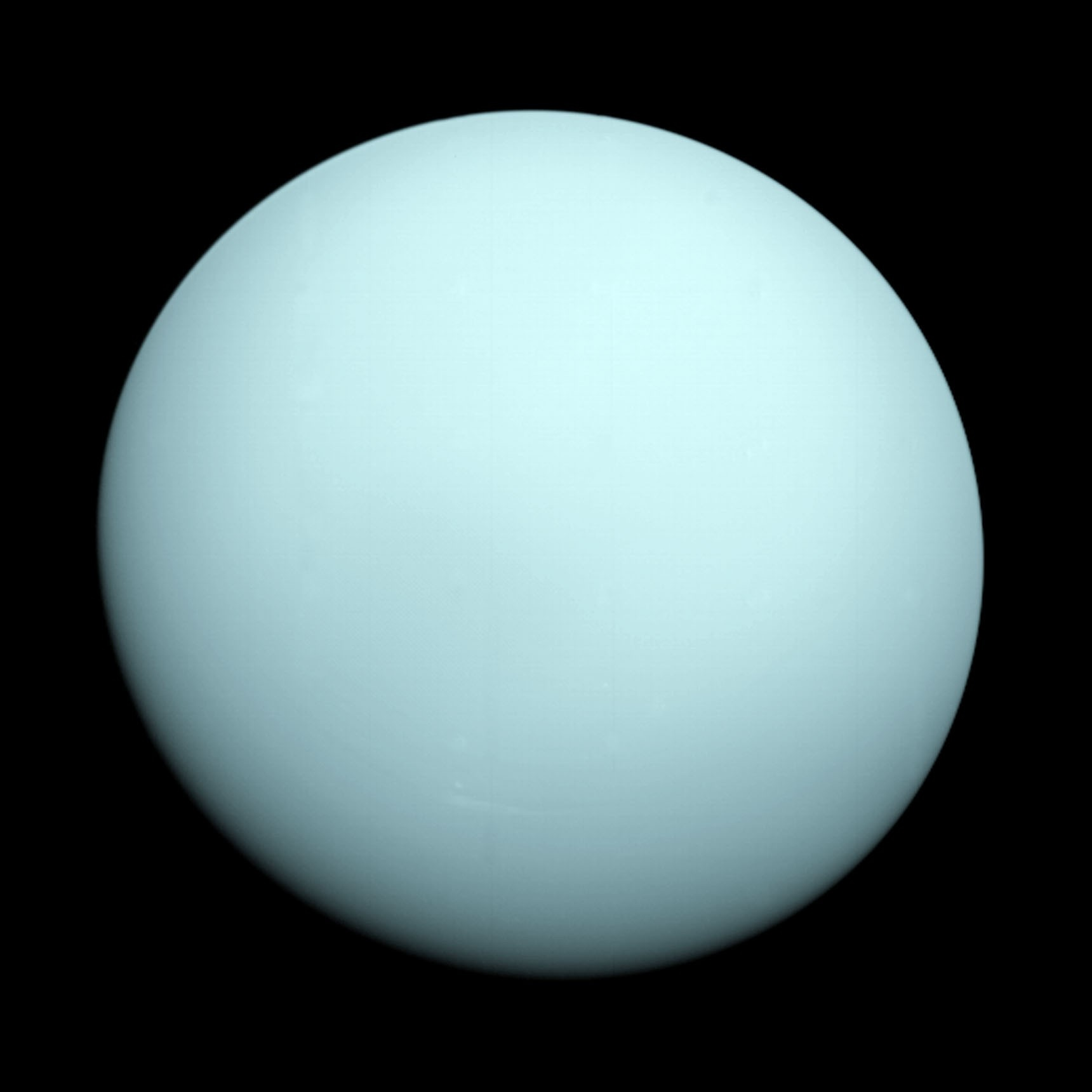
Фото Урана, сделанное «Вояджером-2» в 1986 году.

### Успешные миссии
- Вояджер-2 — 20 августа 1977 года. 24 января 1986 года — максимальное сближение с Ураном (81.5 тыс. км). Аппарат передал на Землю тысячи снимков Урана, его спутников и колец. Благодаря этим фотографиям, учёные обнаружили два новых кольца и исследовали девять уже известных. Помимо этого, были обнаружены 11 новых спутников Урана. Снимки одной из лун — Миранды — удивили исследователей. Предполагается, что маленькие спутники быстро охлаждаются после своего образования, и представляют собой однообразную пустыню, испещрённую кратерами. Однако выяснилось, что на поверхности Миранды пролегают долины и горные хребты, среди которых были заметны скалистые утёсы. Это говорит о том, что история луны богата тектоническими и термальными явлениями. «Вояджер-2» показал, что на обоих полюсах Урана температура оказалась одинаковой, хотя только один освещался Солнцем. Исследователи сделали вывод о наличии механизма передачи тепла из одной части планеты к другой. В среднем температура Урана составляет 59 К, или −214 ˚C[235].

## Система Нептуна

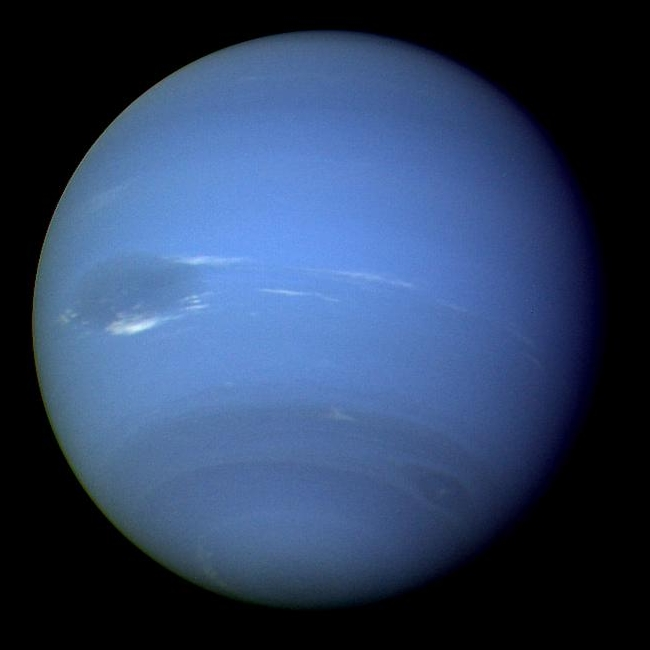
Фото Нептуна с «Вояджера-2»

### Успешные миссии
- Вояджер-2 — 20 августа 1977 года. 24 августа 1989 года аппарат находился в 48 тыс. км от поверхности Нептуна. В результате были получены уникальные снимки Нептуна и его крупного спутника Тритона. На Тритоне были обнаружены действующие гейзеры, что было очень неожиданным для удалённого от Солнца и холодного спутника[235].

## Система Плутона

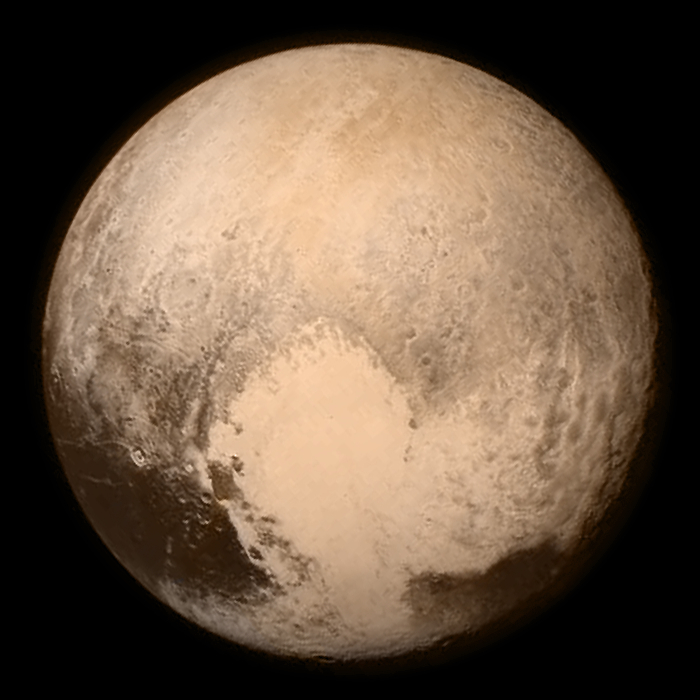
Снимок Плутона, сделанный автоматической межпланетной станцией «Новые горизонты» 13 июля 2015 года

### Успешные миссии
- Новые горизонты — 19 января 2006 года. Проект Новые горизонты предназначен для решения ряда крупных задач, основные — изучение геологии и морфологии системы Плутон — Харон, определение и картографирование вещества их поверхностей и исследование атмосферы Плутона. Также стоит ряд других задач: поиск атмосферы Харона, исследование системы на наличие магнитного поля, стереосъёмка, картографирование, изучение взаимодействия атмосферы Плутона с солнечным ветром, поиск углеводородных соединений в атмосфере и др. Аппарат пролетел возле Плутона 14 июля 2015 года[249][250][251][252].

## Церера

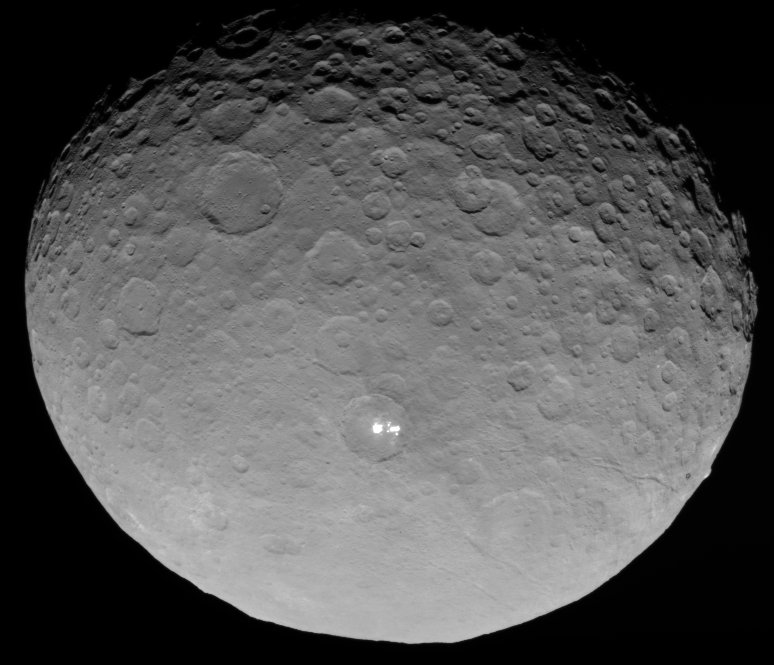
Церера, снятая аппаратом «Dawn» 4 мая 2015 года с расстояния 13 600 километров

### Успешные миссии
- Dawn — 27 сентября 2007 год. АМС для исследования астероида Весты и карликовой планеты Цереры. Аппарат достиг Весты в 2011 году, а в начале сентября 2012 года закончил работу на орбите вокруг этого небесного тела. В отличие от предыдущих АМС, исследовавших более одного небесного тела, АМС «Dawn» не просто пролетела мимо Весты — промежуточной точки назначения — но вышла на орбиту вокруг Весты, и после года на её орбите продолжила дальнейший полёт к Церере. По программе изучения карликовой планеты, АМС вышла на орбиту вокруг Цереры в марте 2015 года. Зонд продолжал наблюдения с орбиты Цереры до второй половины 2018 года, когда окончательно исчерпал свои запасы топлива. После завершения миссии, в избежание загрязнения поверхности Цереры материалами земного происхождения, зонд не стали разбивать об неё, а оставили на вечной орбите вокруг карликовой планеты[253]. 1 ноября 2018 года аппарат исчерпал все запасы топлива для маневрирования и ориентации, миссия Dawn, длившаяся 11 лет, была официально завершена[254].

## Кометы

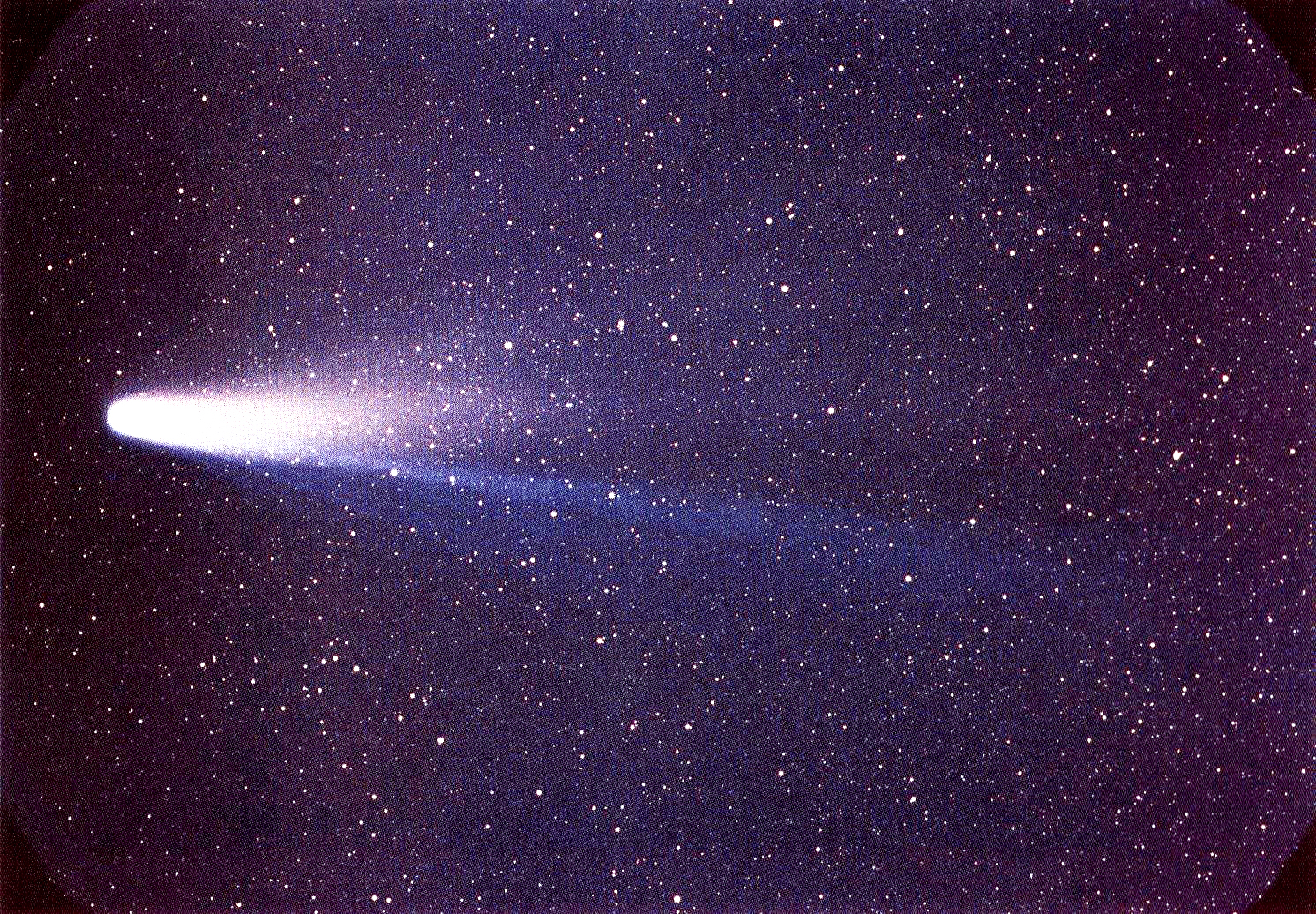
Комета Галлея 8 марта 1986 года

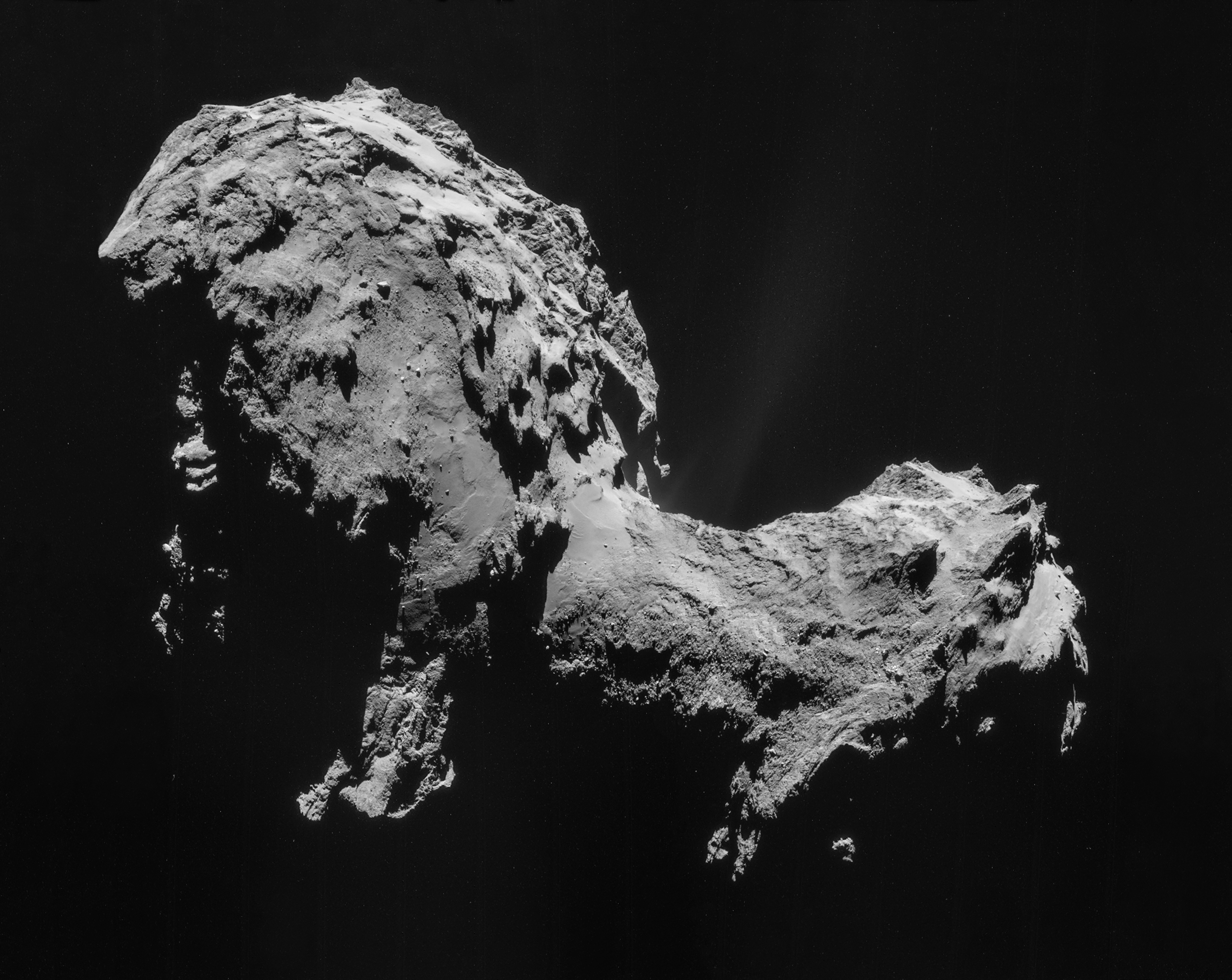
Снимок кометы 67P/Чурюмова — Герасименко, сделанный 19 сентября 2014 года камерой КА «Розетта».

### Успешные миссии
- / Международный исследователь комет — 12 августа 1978 года. Посетил комету кометы Джакобини — Циннера и комету Галлея. Стал первым космическим кораблём пролетевшим сквозь хвост кометы проходящим на расстоянии около 7800 км от ядра[255][256][257].
- Вега-1 и Вега-2 — 15 декабря и 21 декабря 1984 года. Изучение кометы Галлея: «Веги» передали около 1500 снимков внутренних областей кометы Галлея и её ядра, информацию о пылевой обстановке внутри кометы, характеристиках плазмы, измерили темп испарения льдов (40 тонн в секунду в момент пролёта «Вег») и другие данные. Изображения ядра кометы были получены впервые в истории. Кроме того, аппараты обнаружили наличие сложных органических молекул[258].
- Сакигакэ — 7 января 1985 года. Исследование кометы Галлея[259][260][261][262].
- Джотто — 2 июля 1985 года. Изучение кометы Галлея: был совершён пролёт на минимальном расстоянии от ядра кометы, полученные данные позволили уточнить его строение и химический состав[263][264][265].
- Суйсэй — 18 августа 1985 года. Исследование кометы Галлея[266][267].
- / Улисс — 6 октября 1990 года. 1 мая 1996 года Улисс неожиданно прошёл сквозь газовый хвост кометы C/1996 B2 (Хякутакэ), тем самым показав, что длина хвоста составляет как минимум 3,8 а. e[268][269][270].
- Deep Space 1 — 24 октября 1998 года. Цель миссии — испытание новейших узлов КА, после успешного выполнения начал выполнение дополнительных задач: сближение с астероидом Брайль и кометой Борелли[271].
- Стардаст — 7 февраля 1999 года. КА, предназначенный для исследования кометы Вильда 2. 15 января 2006 года капсула с образцами кометного вещества вернулась на Землю. Миссия выполнена успешно — захвачено порядка 30 крупных и мелких частиц кометного вещества. После окончания основной миссии аппарат направили к комете Темпеля 1 — Стардаст должен заснять изменения на поверхности кометы, вызванные сбросом «Deep Impact» на неё 350-килограммового снаряда «Импактор» (миссия NeXT)[272][273][274][275].
- Дип Импакт — 12 января 2005 года. КА, предназначенный для изучения кометы Темпеля 1. Аппарат впервые в истории сбросил на комету зонд, который протаранил её поверхность (а также сфотографировал с близкого расстояния). После выполнения миссии аппарат был в рабочем состоянии и было решено расширить миссию. В рамках EPOXI NASA приняло решение направить его к комете 103P/Хартли, пролёт мимо которой состоялся 4 ноября 2010 года. Аппарат в самой близкой точке сблизился с кометой на расстояние около 700 километров[276][277][278][279].
- Розетта — 2 марта 2004 года. Цель полёта — исследование кометы 67P/Чурюмова — Герасименко[280][281]. «Розетта» — первый космический аппарат, который вышел на орбиту кометы. В рамках программы 12 ноября 2014 года произошла первая в мире мягкая посадка спускаемого аппарата на поверхность кометы[282]. Основной зонд «Розетта» завершил свой полёт 30 сентября 2016 года, управляемо столкнувшись с кометой[283][284].

### Неудавшиеся миссии
- CONTOUR — 3 июля 2002 года. Связь потеряна 12 августа 2002 года в ходе манёвра по переходу на гелиоцентрическую орбиту с включением твердотопливного двигателя[285][286][287][288].

### Планируемые миссии
- Тяньвэнь-2 — 2025 год. Исследования кометы 311P/PANSTARRS (после возврата грунта астероида (469219) Камоалева)[231])[289].
- / Comet Interceptor — 2029 год. Исследование долгопериодической кометы, никогда ранее не подлетавшей к Солнцу, или межзвёздного объекта. Цель будет определена уже после запуска миссии.

## Малые планеты и астероиды

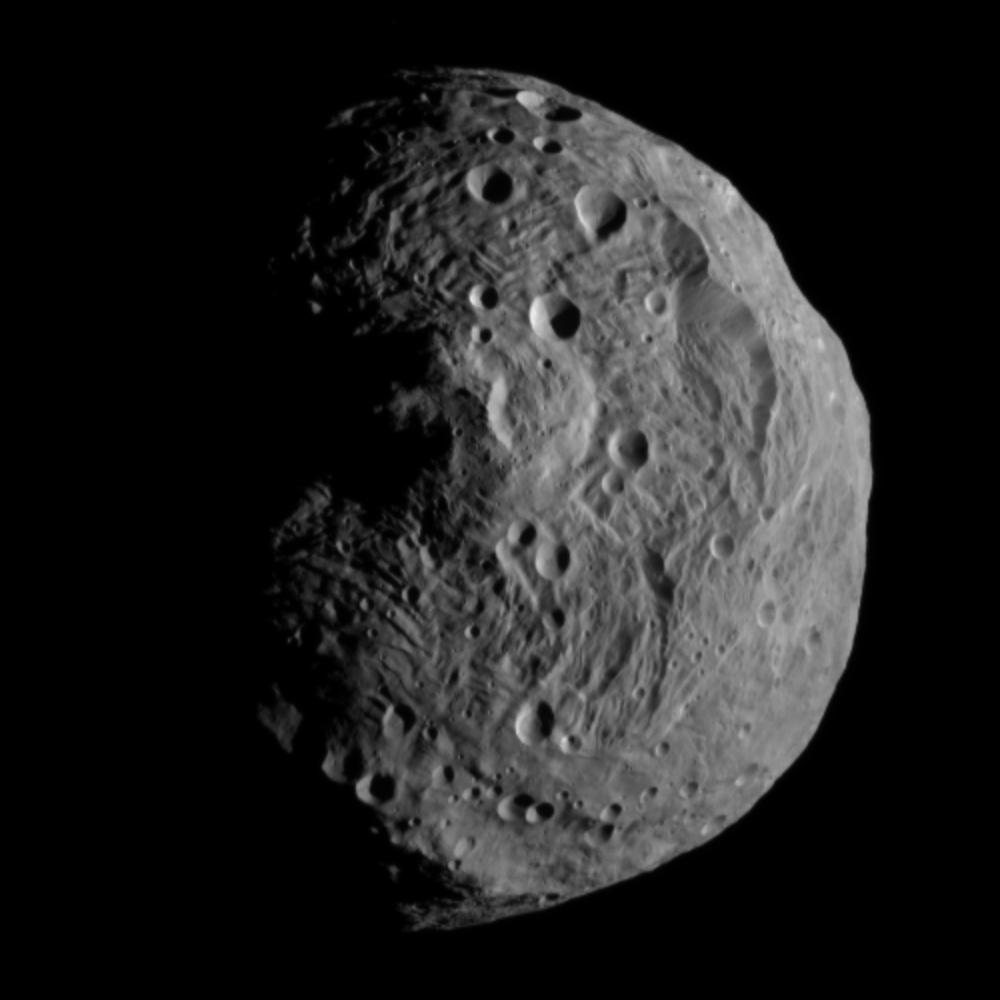
Веста, снятая аппаратом «Dawn» 17 июля 2011 года с расстояния 15 тысяч километров.

### Успешные миссии
- Галилео — 18 октября 1989 года. Пролёт мимо астероидов Гаспра и Ида[290].
- NEAR Shoemaker — 17 февраля 1996 года. Стал первым искусственным спутником астероида, и первым искусственным объектом, совершившим посадку на астероид. По пути к Эросу аппарат исследовал астероид Матильда. «NEAR Shoemaker» в целом проработал немногим более пяти лет, в том числе около одного года на орбите Эроса[291][292][293].
- Deep Space 1 — 24 октября 1998 года. Цель миссии — испытание новейших узлов КА, после успешного выполнения начал выполнение дополнительных задач: сближение с астероидом Брайль и кометой Борелли.
- Стардаст — 7 февраля 1999 года. Пролёт мимо астероида Аннафранк.
- Хаябуса — 9 мая 2003 года. Задачи: отработка маршевой ионной ДУ, исследование астероида Итокава и возвращение образцов с астероида[294][295][296].
- Розетта — 2 марта 2004 года. Пролёт мимо астероидов Штейнс и Лютеция.
- Чанъэ-2 — 1 октября 2010 года. Пролёт мимо астероида Таутатис.
- Dawn — 27 сентября 2007 года. В 2011 году аппарат достиг Весты и перешёл на её орбиту. С 12 августа 2012 года аппарат продолжил полёт к Церере и вышел на её орбиту в марте 2015 года[297][298][299][300][301].
- Новые горизонты — 19 января 2006 года. Пролёт объекта пояса Койпера (486958) Аррокот 1 января 2019 года. Этот астероид стал самым удалённым объектом в Солнечной системе (43,4 а. е. от Солнца), который посетил созданный людьми космический аппарат[302][303].
- DART — 24 ноября 2021 года. Демонстрация возможности изменения орбиты астероида Диморф, спутника астероида (65803) Дидим в результате столкновения с космическим аппаратом. В соответствии с программой эксперимента, столкнулся с астероидом 26 сентября 2022 года, изменив параметры его орбиты.
- LICIACube[англ.] — 24 ноября 2021 года. Микроспутник, запущенный вместе с АМС DART и предназначенный для съёмки процесса столкновения. Миссия успешно завершена осенью 2022 года[304].

### Неудавшиеся миссии
- MINERVA — 9 мая 2003 года. Спускаемый роботизированный аппарат, доставленный аппаратом Хаябуса к астероиду Итокава. После отделения от Хаябусы связь с ним установить не удалось. Предположительно, улетел в открытый космос.
- PROCYON[англ.] — 3 декабря 2014 года. Запущен вместе с Хаябуса-2. Был предназначен для пролёта астероида (185851) 2000 DP107, потерян из-за неисправности ионного двигателя[305].
- NEA Scout — 16 ноября 2022 года. Кубсат для исследования астероида 2020 GE, демонстрация технологий. Выведен попутно в ходе миссии Артемида-1, после отделения от ступени ракеты не вышел на связь[306].
- Odin — 27 февраля 2025 года. Исследование астероида 2022 OB5 с целью изучения перспектив его коммерческого использования. Потеряна связь вскоре после запуска[307].

### Текущие миссии
- Хаябуса-2 — 3 декабря 2014 года. Вышел на орбиту астероида Рюгу в июле 2018 года[308][309][310][311], произвёл несколько заборов грунта, в ноябре 2019 года сошёл с орбиты и направился к Земле, в декабре 2020 года пробы грунта доставлены на Землю. В рамках расширенной миссии планируется пролёт астероида (98943) Торифунэ в 2026 году и исследование астероида 1998 KY26 с орбиты начиная с 2031 года.
- OSIRIS-REx — 8 сентября 2016 года[312][313]. Забор грунта астероида Бенну произведён в октябре 2020 года, капсула с грунтом доставлена на Землю 24 сентября 2023 года. В рамках расширенной миссии запланировано исследование астероида (99942) Апофис в 2029 году.
- Lucy — 16 октября 2021 года. Исследование пяти троянских астероидов Юпитера и двух астероидов главного пояса.
- Psyche — 13 октября 2023 года. Исследование астероида (16) Психея с орбиты.
- Гера — 7 октября 2024 года. Исследование астероида (65803) Дидим[314][315][316].
- Juventas — 7 октября 2024 года. Микроспутник для исследования астероида (65803) Дидим. Запущен совместно с АМС Hera.
- Milani — 7 октября 2024 года. Микроспутник для исследования астероида (65803) Дидим. Запущен совместно с АМС Hera.
- Тяньвэнь-2 — 28 мая 2025 года. Исследование и возврат грунта квазиспутника Земли (469219) Камоалева (ранее 2016 HO3), после этого перелёт к комете 311P/PANSTARRS[231]

### Планируемые миссии
- Vestri — 2025 год. Исследование астероида с целью изучения перспектив его коммерческого использования[307]
- M-Argo — 2026 год. Кубсат для исследования небольшого (около 100 м в диаметре) околоземного астероида. Точная цель будет определена позднее[317].
- MBR Explorer — 2028 год. Изучение семи астероидов главного пояса, в том числе астероида (269) Юстиция, который планируется детально изучить с орбиты, а также при помощи спускаемого аппарата[318].
- Ramses — 2028 год. Исследование астероида Апофис с орбиты[319].
- DESTINY+[англ.] — 2028 год. Исследование астероида (3200) Фаэтон